# 2015-ös IIHF jégkorong-világbajnokság
A 2015-ös IIHF jégkorong-világbajnokságot Csehországban rendezték május 1. és május 17. között, két városban. A világbajnokságon 16 válogatott vett részt. A tornát a kanadai válogatott nyerte.

## Helyszínek
A Nemzetközi Jégkorongszövetség 2010. május 21-én döntött arról, hogy a világbajnokságot Csehország rendezi. Csehország 84, Ukrajna 22 szavazatot kapott.
A világbajnokság mérkőzéseit Prágában és Ostravában játszották.
| O2 Aréna         | ČEZ Aréna      |
| Férőhely: 17 383 | Férőhely: 8812 |
|                  |                |

## Résztvevők
A világbajnokságon az alábbi 16 válogatott vett részt.
| Európa - Csehország† - Ausztria^ - Dánia* - Fehéroroszország* - Finnország* - Franciaország* - Lettország* - Németország* | - Norvégia* - Oroszország* - Szlovákia* - Szlovénia^ - Svédország* - Svájc* Észak-Amerika - Egyesült Államok* - Kanada* |

† = Rendező
* = A 2014-es IIHF jégkorong-világbajnokság első 14 helyének valamelyikén végzett.
^ = A 2014-es IIHF divízió I-es jégkorong-világbajnokság feljutói

## Kiemelés
A kiemelés és a csoportbeosztás a 2014-es IIHF-világranglistán alapult. Szlovákia és Svájc helyet felcserélték. A csapatok után zárójelben a világranglista-helyezés olvasható.
| A csoport - Svédország (1) - Kanada (4) - Csehország (5) - Svájc (7) - Lettország (9) - Franciaország (12) - Németország (13) - Ausztria (16) | B csoport - Finnország (2) - Oroszország (3) - Egyesült Államok (6) - Szlovákia (8) - Norvégia (10) - Fehéroroszország (11) - Szlovénia (14) - Dánia (15) |

## Csoportkör
| Jelmagyarázat                                   |
| ----------------------------------------------- |
| A csapat bejutott az egyenes kieséses szakaszba |
| A csapat nem jutott tovább                      |
| A csapat kiesett a divízió I A-ba               |

A kezdési időpontok helyi idő szerintiek (UTC+2).

### A csoport
| Nemzet        | M | Gy | HGy | HV | V | G+ | G- | Gk  | P  |
| ------------- | - | -- | --- | -- | - | -- | -- | --- | -- |
| Kanada        | 7 | 7  | 0   | 0  | 0 | 49 | 14 | +35 | 21 |
| Svédország    | 7 | 4  | 2   | 0  | 1 | 31 | 17 | +14 | 16 |
| Csehország    | 7 | 4  | 1   | 1  | 1 | 27 | 18 | +9  | 15 |
| Svájc         | 7 | 2  | 0   | 4  | 1 | 12 | 18 | –6  | 10 |
| Németország   | 7 | 2  | 0   | 1  | 4 | 11 | 24 | –13 | 7  |
| Franciaország | 7 | 1  | 1   | 0  | 5 | 13 | 20 | –7  | 5  |
| Lettország    | 7 | 0  | 2   | 1  | 4 | 11 | 25 | –13 | 5  |
| Ausztria      | 7 | 0  | 2   | 1  | 4 | 10 | 29 | –19 | 5  |

| 2015. május 1. 16:15 | Kanada | 6–1 (3–0, 2–0, 1–1) | Lettország | O2 Aréna, Prága Nézőszám: 16 013 |

| Jegyzőkönyv | Jegyzőkönyv | Jegyzőkönyv                                   | Jegyzőkönyv                       | Jegyzőkönyv                                                                         |
| --- | ----------- | --------------------------------------------- | --------------------------------- | ----------------------------------------------------------------------------------- |
| | Mike Smith  | Kapusok                                       | Ervīns Muštukovs Edgars Masaļskis | Játékvezetők: Pavel Hodek Marcus Vinnerborg Vonalbírók: Jon Kilian Miroslav Lhotský |
| \| M. Nathan (J. Spezza, D. Savard) - 09:57 \| 1–0 \| \| \| J. Spezza (D. Hamhuis, N. Mackinnon) - 13:04 \| 2–0 \| \| \| M. Duchene (T. Hall, T. Barrie) - 14:11 \| 3–0 \| \| \| T. Toffoli (D. Hamhuis, B. Burns) - 22:20 \| 4–0 \| \| \| J. Spezza (N. Mackinnon, S. Crosby) - 23:04 \| 5–0 \| \| \| \| 5–1 \| K. Daugaviņš (L. Dārziņš, A. Džeriņš) - 52:06 \| \| S. Crosby - 59:37 \| 6–1 \| \| |             |                                               |                                   | Játékvezetők: Pavel Hodek Marcus Vinnerborg Vonalbírók: Jon Kilian Miroslav Lhotský |
| 2 perc | Büntetések  | 6 perc                                        |                                   | Játékvezetők: Pavel Hodek Marcus Vinnerborg Vonalbírók: Jon Kilian Miroslav Lhotský |
| 42 | Lövések     | 17                                            |                                   | Játékvezetők: Pavel Hodek Marcus Vinnerborg Vonalbírók: Jon Kilian Miroslav Lhotský |
| M. Nathan (J. Spezza, D. Savard) - 09:57 | 1–0         |                                               |                                   | Játékvezetők: Pavel Hodek Marcus Vinnerborg Vonalbírók: Jon Kilian Miroslav Lhotský |
| J. Spezza (D. Hamhuis, N. Mackinnon) - 13:04 | 2–0         |                                               |                                   | Játékvezetők: Pavel Hodek Marcus Vinnerborg Vonalbírók: Jon Kilian Miroslav Lhotský |
| M. Duchene (T. Hall, T. Barrie) - 14:11 | 3–0         |                                               |                                   | Játékvezetők: Pavel Hodek Marcus Vinnerborg Vonalbírók: Jon Kilian Miroslav Lhotský |
| T. Toffoli (D. Hamhuis, B. Burns) - 22:20 | 4–0         |                                               |                                   |                                                                                     |
| J. Spezza (N. Mackinnon, S. Crosby) - 23:04 | 5–0         |                                               |                                   |                                                                                     |
| | 5–1         | K. Daugaviņš (L. Dārziņš, A. Džeriņš) - 52:06 |                                   |                                                                                     |
| S. Crosby - 59:37 | 6–1         |                                               |                                   |                                                                                     |

| 2015. május 1. 20:15 | Csehország | 5–6 (sz.) (1–2, 0–1, 4–2) (h.u.: 0–0) (sz.: 0–1) | Svédország | O2 Aréna, Prága Nézőszám: 17 383 |

| Jegyzőkönyv | Jegyzőkönyv     | Jegyzőkönyv                                     | Jegyzőkönyv   | Jegyzőkönyv                                                                             |
| --- | --------------- | ----------------------------------------------- | ------------- | --------------------------------------------------------------------------------------- |
| | Alexander Salák | Kapusok                                         | Jhonas Enroth | Játékvezetők: Daniel Piechaczek Aleksi Rantala Vonalbírók: Gleb Lazarev Sakari Suominen |
| \| \| 0–1 \| 03:23 – Lundqvist (Sjögren, Josefson) \| \| \| 0–2 \| 07:30 – Kronwall (Ekholm, Lander) (PP) \| \| Jágr (Nakládal, Voráček) (PP) – 13:28 \| 1–2 \| \| \| \| 1–3 \| 34:34 – Rask (Lindholm, Hjalmarsson) \| \| Hertl (Němec, Klepiš) (PP) – 42:52 \| 2–3 \| \| \| \| 2–4 \| 44:08 – Lindström (Möller) \| \| Simon (Hejda) – 51:34 \| 3–4 \| \| \| Červenka (Voráček, Čáslava) – 52:31 \| 4–4 \| \| \| Zaťovič (Novotný, Simon) – 56:53 \| 5–4 \| \| \| \| 5–5 \| 59:07 – Sjögren (Lindström, Klingberg) (PP, EA) \| |                 |                                                 |               | Játékvezetők: Daniel Piechaczek Aleksi Rantala Vonalbírók: Gleb Lazarev Sakari Suominen |
| Klepiš Voráček Sobotka | Szétlövés       | Lindholm Josefson Ekman-Larsson                 |               | Játékvezetők: Daniel Piechaczek Aleksi Rantala Vonalbírók: Gleb Lazarev Sakari Suominen |
| 8 perc | Büntetések      | 10 perc                                         |               | Játékvezetők: Daniel Piechaczek Aleksi Rantala Vonalbírók: Gleb Lazarev Sakari Suominen |
| 28 | Lövések         | 25                                              |               | Játékvezetők: Daniel Piechaczek Aleksi Rantala Vonalbírók: Gleb Lazarev Sakari Suominen |
| | 0–1             | 03:23 – Lundqvist (Sjögren, Josefson)           |               | Játékvezetők: Daniel Piechaczek Aleksi Rantala Vonalbírók: Gleb Lazarev Sakari Suominen |
| | 0–2             | 07:30 – Kronwall (Ekholm, Lander) (PP)          |               | Játékvezetők: Daniel Piechaczek Aleksi Rantala Vonalbírók: Gleb Lazarev Sakari Suominen |
| Jágr (Nakládal, Voráček) (PP) – 13:28 | 1–2             |                                                 |               |                                                                                         |
| | 1–3             | 34:34 – Rask (Lindholm, Hjalmarsson)            |               |                                                                                         |
| Hertl (Němec, Klepiš) (PP) – 42:52 | 2–3             |                                                 |               |                                                                                         |
| | 2–4             | 44:08 – Lindström (Möller)                      |               |                                                                                         |
| Simon (Hejda) – 51:34 | 3–4             |                                                 |               |                                                                                         |
| Červenka (Voráček, Čáslava) – 52:31 | 4–4             |                                                 |               |                                                                                         |
| Zaťovič (Novotný, Simon) – 56:53 | 5–4             |                                                 |               |                                                                                         |
| | 5–5             | 59:07 – Sjögren (Lindström, Klingberg) (PP, EA) |               |                                                                                         |

| 2015. május 2. 12:15 | Svájc | 3–4 (1–0, 1–1, 1–2) (h.u.: 0–0) (sz.: 0–1) | Ausztria | O2 Aréna, Prága Nézőszám: 13 953 |

| Jegyzőkönyv | Jegyzőkönyv | Jegyzőkönyv                           | Jegyzőkönyv        | Jegyzőkönyv                                                                          |
| --- | ----------- | ------------------------------------- | ------------------ | ------------------------------------------------------------------------------------ |
| | Reto Berra  | Kapusok                               | Bernhard Starkbaum | Játékvezetők: Jozef Kubuš Daniel Piechaczek Vonalbírók: Henrik Pihlblad Peter Šefčík |
| \| Du Bois (Fiala, Almond) – 01:14 \| 1–0 \| \| \| \| 1–1 \| 22:12 – T. Raffl (Pallestrang) \| \| Ambühl (Josi) (SH) – 25:54 \| 2–1 \| \| \| \| 2–2 \| 22:12 – Lebler (Herburger) \| \| Bieber (Almond, Grossmann) – 51:01 \| 3–2 \| \| \| \| 3–3 \| 59:10 – M. Raffl (T. Raffl, Schumnig) \| |             |                                       |                    | Játékvezetők: Jozef Kubuš Daniel Piechaczek Vonalbírók: Henrik Pihlblad Peter Šefčík |
| Suri Brunner Josi | Szétlövés   | M. Raffl Komarek                      |                    | Játékvezetők: Jozef Kubuš Daniel Piechaczek Vonalbírók: Henrik Pihlblad Peter Šefčík |
| 4 perc | Büntetések  | 8 perc                                |                    | Játékvezetők: Jozef Kubuš Daniel Piechaczek Vonalbírók: Henrik Pihlblad Peter Šefčík |
| 37 | Lövések     | 25                                    |                    | Játékvezetők: Jozef Kubuš Daniel Piechaczek Vonalbírók: Henrik Pihlblad Peter Šefčík |
| Du Bois (Fiala, Almond) – 01:14 | 1–0         |                                       |                    | Játékvezetők: Jozef Kubuš Daniel Piechaczek Vonalbírók: Henrik Pihlblad Peter Šefčík |
| | 1–1         | 22:12 – T. Raffl (Pallestrang)        |                    | Játékvezetők: Jozef Kubuš Daniel Piechaczek Vonalbírók: Henrik Pihlblad Peter Šefčík |
| Ambühl (Josi) (SH) – 25:54 | 2–1         |                                       |                    |                                                                                      |
| | 2–2         | 22:12 – Lebler (Herburger)            |                    |                                                                                      |
| Bieber (Almond, Grossmann) – 51:01 | 3–2         |                                       |                    |                                                                                      |
| | 3–3         | 59:10 – M. Raffl (T. Raffl, Schumnig) |                    |                                                                                      |

| 2015. május 2. 16:15 | Franciaország | 1–2 (0–1, 0–0, 1–1) | Németország | O2 Aréna, Prága Nézőszám: 14 903 |

| Jegyzőkönyv | Jegyzőkönyv    | Jegyzőkönyv                  | Jegyzőkönyv   | Jegyzőkönyv                                                                          |
| --- | -------------- | ---------------------------- | ------------- | ------------------------------------------------------------------------------------ |
| | Cristobal Huet | Kapusok                      | Dennis Endras | Játékvezetők: Vjacseszlav Bulanov Jyri Rönn Vonalbírók: Nicolas Fluri André Schrader |
| \| \| 0–1 \| 12:10 – Wolf (Rieder, Hager) \| \| Fleury (S. Da Costa) – 50:44 \| 1–1 \| \| \| \| 1–2 \| 59:00 – Reimer (Hager) (PP) \| |                |                              |               | Játékvezetők: Vjacseszlav Bulanov Jyri Rönn Vonalbírók: Nicolas Fluri André Schrader |
| 10 perc | Büntetések     | 14 perc                      |               | Játékvezetők: Vjacseszlav Bulanov Jyri Rönn Vonalbírók: Nicolas Fluri André Schrader |
| 25 | Lövések        | 26                           |               | Játékvezetők: Vjacseszlav Bulanov Jyri Rönn Vonalbírók: Nicolas Fluri André Schrader |
| | 0–1            | 12:10 – Wolf (Rieder, Hager) |               | Játékvezetők: Vjacseszlav Bulanov Jyri Rönn Vonalbírók: Nicolas Fluri André Schrader |
| Fleury (S. Da Costa) – 50:44 | 1–1            |                              |               | Játékvezetők: Vjacseszlav Bulanov Jyri Rönn Vonalbírók: Nicolas Fluri André Schrader |
| | 1–2            | 59:00 – Reimer (Hager) (PP)  |               | Játékvezetők: Vjacseszlav Bulanov Jyri Rönn Vonalbírók: Nicolas Fluri André Schrader |

| 2015. május 2. 20:15 | Lettország | 2–4 (1–0, 1–3, 0–1) | Csehország | O2 Aréna, Prága Nézőszám: 17 383 |

| Jegyzőkönyv | Jegyzőkönyv      | Jegyzőkönyv                            | Jegyzőkönyv                    | Jegyzőkönyv                                                                              |
| --- | ---------------- | -------------------------------------- | ------------------------------ | ---------------------------------------------------------------------------------------- |
| | Edgars Masaļskis | Kapusok                                | Alexander Salák Ondřej Pavelec | Játékvezetők: Konsztantyin Olenyin Daniel Stricker Vonalbírók: Jon Killian Masi Puolakka |
| \| Daugaviņš (Dārziņš, Galviņš) (PP) – 13:13 \| 1–0 \| \| \| \| 1–1 \| 22:01 – Jordán (Červenka, Novotný) \| \| Rēdlihs (Sprukts) (PP) – 23:18 \| 2–1 \| \| \| \| 2–2 \| 24:25 – Kovář (Nakládal, Erat) (PP) \| \| \| 2–3 \| 32:44 – Jágr (Erat, Kovář) (PP) \| \| \| 2–4 \| 45:29 – Voráček (Kovář, Nakládal) (PP) \| |                  |                                        |                                | Játékvezetők: Konsztantyin Olenyin Daniel Stricker Vonalbírók: Jon Killian Masi Puolakka |
| 35 perc | Büntetések       | 8 perc                                 |                                | Játékvezetők: Konsztantyin Olenyin Daniel Stricker Vonalbírók: Jon Killian Masi Puolakka |
| 10 | Lövések          | 35                                     |                                | Játékvezetők: Konsztantyin Olenyin Daniel Stricker Vonalbírók: Jon Killian Masi Puolakka |
| Daugaviņš (Dārziņš, Galviņš) (PP) – 13:13 | 1–0              |                                        |                                | Játékvezetők: Konsztantyin Olenyin Daniel Stricker Vonalbírók: Jon Killian Masi Puolakka |
| | 1–1              | 22:01 – Jordán (Červenka, Novotný)     |                                | Játékvezetők: Konsztantyin Olenyin Daniel Stricker Vonalbírók: Jon Killian Masi Puolakka |
| Rēdlihs (Sprukts) (PP) – 23:18 | 2–1              |                                        |                                | Játékvezetők: Konsztantyin Olenyin Daniel Stricker Vonalbírók: Jon Killian Masi Puolakka |
| | 2–2              | 24:25 – Kovář (Nakládal, Erat) (PP)    |                                |                                                                                          |
| | 2–3              | 32:44 – Jágr (Erat, Kovář) (PP)        |                                |                                                                                          |
| | 2–4              | 45:29 – Voráček (Kovář, Nakládal) (PP) |                                |                                                                                          |

| 2015. május 3. 12:15 | Ausztria | 1–6 (0–3, 0–3, 1–0) | Svédország | O2 Aréna, Prága Nézőszám: 14 051 |

| Jegyzőkönyv | Jegyzőkönyv                    | Jegyzőkönyv                                | Jegyzőkönyv    | Jegyzőkönyv                                                                             |
| --- | ------------------------------ | ------------------------------------------ | -------------- | --------------------------------------------------------------------------------------- |
| | Rene Swette Bernhard Starkbaum | Kapusok                                    | Anders Nilsson | Játékvezetők: Roman Gofman Daniel Stricker Vonalbírók: Miroslav Lhotský Sakari Suominen |
| \| \| 0–1 \| 13:38 – Forsberg \| \| \| 0–2 \| 18:37 – Klefbom (Sjögren, Josefson) \| \| \| 0–3 \| 19:18 – Lander (Eriksson, Forsberg) \| \| \| 0–4 \| 28:22 – Forsberg (Eriksson, Ekman-Larsson) \| \| \| 0–5 \| 29:13 – Lindholm \| \| \| 0–6 \| 31:14 – Forsberg (Lander, Ekman-Larsson) \| \| Heinrich (Komarek, Latusa) – 53:17 \| 1–6 \| \| |                                |                                            |                | Játékvezetők: Roman Gofman Daniel Stricker Vonalbírók: Miroslav Lhotský Sakari Suominen |
| 12 perc | Büntetések                     | 18 perc                                    |                | Játékvezetők: Roman Gofman Daniel Stricker Vonalbírók: Miroslav Lhotský Sakari Suominen |
| 17 | Lövések                        | 41                                         |                | Játékvezetők: Roman Gofman Daniel Stricker Vonalbírók: Miroslav Lhotský Sakari Suominen |
| | 0–1                            | 13:38 – Forsberg                           |                | Játékvezetők: Roman Gofman Daniel Stricker Vonalbírók: Miroslav Lhotský Sakari Suominen |
| | 0–2                            | 18:37 – Klefbom (Sjögren, Josefson)        |                | Játékvezetők: Roman Gofman Daniel Stricker Vonalbírók: Miroslav Lhotský Sakari Suominen |
| | 0–3                            | 19:18 – Lander (Eriksson, Forsberg)        |                | Játékvezetők: Roman Gofman Daniel Stricker Vonalbírók: Miroslav Lhotský Sakari Suominen |
| | 0–4                            | 28:22 – Forsberg (Eriksson, Ekman-Larsson) |                |                                                                                         |
| | 0–5                            | 29:13 – Lindholm                           |                |                                                                                         |
| | 0–6                            | 31:14 – Forsberg (Lander, Ekman-Larsson)   |                |                                                                                         |
| Heinrich (Komarek, Latusa) – 53:17 | 1–6                            |                                            |                |                                                                                         |

| 2015. május 3. 16:15 | Kanada | 10–0 (4–0, 5–0, 1–0) | Németország | O2 Aréna, Prága Nézőszám: 15 046 |

| Jegyzőkönyv | Jegyzőkönyv  | Jegyzőkönyv | Jegyzőkönyv                        | Jegyzőkönyv                                                                             |
| --- | ------------ | ----------- | ---------------------------------- | --------------------------------------------------------------------------------------- |
| | Martin Jones | Kapusok     | Dennis Endras Danny aus den Birken | Játékvezetők: Jozef Kubuš Konsztantyin Olenyin Vonalbírók: Fraser McIntyre Peter Šefčík |
| \| Crosby (O’Reilly) – 08:02 \| 1–0 \| \| \| Hall (Eberle, Duchene) – 08:25 \| 2–0 \| \| \| Eakin (O’Reilly) – 16:58 \| 3–0 \| \| \| Eakin (Toffoli) – 19:49 \| 4–0 \| \| \| Hall (Duchene, Eberle) – 22:10 \| 5–0 \| \| \| Ekblad (Giroux, Wiercioch) – 24:29 \| 6–0 \| \| \| Giroux (Ennis, Savard) – 27:34 \| 7–0 \| \| \| Ennis (Giroux, Hamhuis) – 35:16 \| 8–0 \| \| \| Hall (Duchene, Muzzin) – 39:37 \| 9–0 \| \| \| Duchene (PS) – 42:03 \| 10–0 \| \| |              |             |                                    | Játékvezetők: Jozef Kubuš Konsztantyin Olenyin Vonalbírók: Fraser McIntyre Peter Šefčík |
| 6 perc | Büntetések   | 2 perc      |                                    | Játékvezetők: Jozef Kubuš Konsztantyin Olenyin Vonalbírók: Fraser McIntyre Peter Šefčík |
| 34 | Lövések      | 17          |                                    | Játékvezetők: Jozef Kubuš Konsztantyin Olenyin Vonalbírók: Fraser McIntyre Peter Šefčík |
| Crosby (O’Reilly) – 08:02 | 1–0          |             |                                    | Játékvezetők: Jozef Kubuš Konsztantyin Olenyin Vonalbírók: Fraser McIntyre Peter Šefčík |
| Hall (Eberle, Duchene) – 08:25 | 2–0          |             |                                    | Játékvezetők: Jozef Kubuš Konsztantyin Olenyin Vonalbírók: Fraser McIntyre Peter Šefčík |
| Eakin (O’Reilly) – 16:58 | 3–0          |             |                                    | Játékvezetők: Jozef Kubuš Konsztantyin Olenyin Vonalbírók: Fraser McIntyre Peter Šefčík |
| Eakin (Toffoli) – 19:49 | 4–0          |             |                                    |                                                                                         |
| Hall (Duchene, Eberle) – 22:10 | 5–0          |             |                                    |                                                                                         |
| Ekblad (Giroux, Wiercioch) – 24:29 | 6–0          |             |                                    |                                                                                         |
| Giroux (Ennis, Savard) – 27:34 | 7–0          |             |                                    |                                                                                         |
| Ennis (Giroux, Hamhuis) – 35:16 | 8–0          |             |                                    |                                                                                         |
| Hall (Duchene, Muzzin) – 39:37 | 9–0          |             |                                    |                                                                                         |
| Duchene (PS) – 42:03 | 10–0         |             |                                    |                                                                                         |

| 2015. május 3. 20:15 | Franciaország | 1–3 (0–1, 0–1, 1–1) | Svájc | O2 Aréna, Prága Nézőszám: 8780 |

| Jegyzőkönyv | Jegyzőkönyv    | Jegyzőkönyv                              | Jegyzőkönyv     | Jegyzőkönyv                                                                        |
| --- | -------------- | ---------------------------------------- | --------------- | ---------------------------------------------------------------------------------- |
| | Cristobal Huet | Kapusok                                  | Leonardo Genoni | Játékvezetők: Pavel Hodek Aleksi Rantala Vonalbírók: Henrik Pihlblad Masi Puolakka |
| \| \| 0–1 \| 15:36 – Hollenstein (Brunner, Josi) (PP) \| \| \| 0–2 \| 21:24 – Josi (Fiala, Blum) \| \| Raux – 48:31 \| 1–2 \| \| \| \| 1–3 \| 59:06 – Suri (Brunner) (ENG) \| |                |                                          |                 | Játékvezetők: Pavel Hodek Aleksi Rantala Vonalbírók: Henrik Pihlblad Masi Puolakka |
| 63 perc | Büntetések     | 12 perc                                  |                 | Játékvezetők: Pavel Hodek Aleksi Rantala Vonalbírók: Henrik Pihlblad Masi Puolakka |
| 20 | Lövések        | 35                                       |                 | Játékvezetők: Pavel Hodek Aleksi Rantala Vonalbírók: Henrik Pihlblad Masi Puolakka |
| | 0–1            | 15:36 – Hollenstein (Brunner, Josi) (PP) |                 | Játékvezetők: Pavel Hodek Aleksi Rantala Vonalbírók: Henrik Pihlblad Masi Puolakka |
| | 0–2            | 21:24 – Josi (Fiala, Blum)               |                 | Játékvezetők: Pavel Hodek Aleksi Rantala Vonalbírók: Henrik Pihlblad Masi Puolakka |
| Raux – 48:31 | 1–2            |                                          |                 | Játékvezetők: Pavel Hodek Aleksi Rantala Vonalbírók: Henrik Pihlblad Masi Puolakka |
| | 1–3            | 59:06 – Suri (Brunner) (ENG)             |                 |                                                                                    |

| 2015. május 4. 16:15 | Lettország | 1–8 (0–1, 1–3, 0–4) | Svédország | O2 Aréna, Prága Nézőszám: 15 315 |

| Jegyzőkönyv | Jegyzőkönyv      | Jegyzőkönyv                                    | Jegyzőkönyv   | Jegyzőkönyv                                                                       |
| --- | ---------------- | ---------------------------------------------- | ------------- | --------------------------------------------------------------------------------- |
| | Edgars Masaļskis | Kapusok                                        | Jhonas Enroth | Játékvezetők: Pavel Hodek Aleksi Rantala Vonalbírók: Miroslav Lhotský Jon Killian |
| \| \| 0–1 \| 17:37 – Eriksson (PP) \| \| \| 0–2 \| 30:05 – Eriksson (Ekholm, Kronwall) (PP) \| \| Dārziņš (Daugaviņš, Galviņš) (PP) – 32:53 \| 1–2 \| \| \| \| 1–3 \| 33:03 – Forsberg (PS) \| \| \| 1–4 \| 39:46 – Eriksson (Ahnelöv) \| \| \| 1–5 \| 44:43 – Möller (Ekman-Larsson, Klingberg) (PP) \| \| \| 1–6 \| 49:32 – Josefson (Lundqvist) \| \| \| 1–7 \| 57:04 – Lundqvist (Hjalmarsson, Ekman-Larsson) \| \| \| 1–8 \| 59:51 – Rask (Ericsson, Lindholm) \| |                  |                                                |               | Játékvezetők: Pavel Hodek Aleksi Rantala Vonalbírók: Miroslav Lhotský Jon Killian |
| 10 perc | Büntetések       | 10 perc                                        |               | Játékvezetők: Pavel Hodek Aleksi Rantala Vonalbírók: Miroslav Lhotský Jon Killian |
| 20 | Lövések          | 36                                             |               | Játékvezetők: Pavel Hodek Aleksi Rantala Vonalbírók: Miroslav Lhotský Jon Killian |
| | 0–1              | 17:37 – Eriksson (PP)                          |               | Játékvezetők: Pavel Hodek Aleksi Rantala Vonalbírók: Miroslav Lhotský Jon Killian |
| | 0–2              | 30:05 – Eriksson (Ekholm, Kronwall) (PP)       |               | Játékvezetők: Pavel Hodek Aleksi Rantala Vonalbírók: Miroslav Lhotský Jon Killian |
| Dārziņš (Daugaviņš, Galviņš) (PP) – 32:53 | 1–2              |                                                |               | Játékvezetők: Pavel Hodek Aleksi Rantala Vonalbírók: Miroslav Lhotský Jon Killian |
| | 1–3              | 33:03 – Forsberg (PS)                          |               |                                                                                   |
| | 1–4              | 39:46 – Eriksson (Ahnelöv)                     |               |                                                                                   |
| | 1–5              | 44:43 – Möller (Ekman-Larsson, Klingberg) (PP) |               |                                                                                   |
| | 1–6              | 49:32 – Josefson (Lundqvist)                   |               |                                                                                   |
| | 1–7              | 57:04 – Lundqvist (Hjalmarsson, Ekman-Larsson) |               |                                                                                   |
| | 1–8              | 59:51 – Rask (Ericsson, Lindholm)              |               |                                                                                   |

| 2015. május 4. 20:15 | Kanada | 6–3 (2–1, 1–1, 3–1) | Csehország | O2 Aréna, Prága Nézőszám: 17 383 |

| Jegyzőkönyv | Jegyzőkönyv | Jegyzőkönyv                    | Jegyzőkönyv    | Jegyzőkönyv                                                                          |
| --- | ----------- | ------------------------------ | -------------- | ------------------------------------------------------------------------------------ |
| | Mike Smith  | Kapusok                        | Ondřej Pavelec | Játékvezetők: Vjacseszlav Bulanov Jyri Rönn Vonalbírók: Gleb Lazarev Sakari Suominen |
| \| Eberle (Ekblad, Duchene) – 04:18 \| 1–0 \| \| \| Hall (Muzzin, Eberle) – 19:02 \| 2–0 \| \| \| \| 2–1 \| 19:22 – Erat (Kovář, Jágr) \| \| \| 2–2 \| 35:45 – Zaťovič (Simon, Kolář) \| \| Couturier (Toffoli) – 37:40 \| 3–2 \| \| \| Seguin (Hall, Barrie) (PP) – 42:02 \| 4–2 \| \| \| Crosby (Giroux) (PP) – 50:07 \| 5–2 \| \| \| \| 5–3 \| 57:36 – Sobotka (Voráček) \| \| Toffoli (O'Reilly, MacKinnon) (ENG) – 58:31 \| 6–3 \| \| |             |                                |                | Játékvezetők: Vjacseszlav Bulanov Jyri Rönn Vonalbírók: Gleb Lazarev Sakari Suominen |
| 10 perc | Büntetések  | 14 perc                        |                | Játékvezetők: Vjacseszlav Bulanov Jyri Rönn Vonalbírók: Gleb Lazarev Sakari Suominen |
| 38 | Lövések     | 25                             |                | Játékvezetők: Vjacseszlav Bulanov Jyri Rönn Vonalbírók: Gleb Lazarev Sakari Suominen |
| Eberle (Ekblad, Duchene) – 04:18 | 1–0         |                                |                | Játékvezetők: Vjacseszlav Bulanov Jyri Rönn Vonalbírók: Gleb Lazarev Sakari Suominen |
| Hall (Muzzin, Eberle) – 19:02 | 2–0         |                                |                | Játékvezetők: Vjacseszlav Bulanov Jyri Rönn Vonalbírók: Gleb Lazarev Sakari Suominen |
| | 2–1         | 19:22 – Erat (Kovář, Jágr)     |                | Játékvezetők: Vjacseszlav Bulanov Jyri Rönn Vonalbírók: Gleb Lazarev Sakari Suominen |
| | 2–2         | 35:45 – Zaťovič (Simon, Kolář) |                |                                                                                      |
| Couturier (Toffoli) – 37:40 | 3–2         |                                |                |                                                                                      |
| Seguin (Hall, Barrie) (PP) – 42:02 | 4–2         |                                |                |                                                                                      |
| Crosby (Giroux) (PP) – 50:07 | 5–2         |                                |                |                                                                                      |
| | 5–3         | 57:36 – Sobotka (Voráček)      |                |                                                                                      |
| Toffoli (O'Reilly, MacKinnon) (ENG) – 58:31 | 6–3         |                                |                |                                                                                      |

| 2015. május 5. 16:15 | Svájc | 1–0 (0–0, 0–0, 1–0) | Németország | O2 Aréna, Prága Nézőszám: 10 253 |

| Jegyzőkönyv                                         | Jegyzőkönyv     | Jegyzőkönyv | Jegyzőkönyv    | Jegyzőkönyv                                                                          |
| --------------------------------------------------- | --------------- | ----------- | -------------- | ------------------------------------------------------------------------------------ |
|                                                     | Leonardo Genoni | Kapusok     | Timo Pielmeier | Játékvezetők: Mikael Nord Vjacseszlav Bulanov Vonalbírók: Masi Puolakka Peter Šefčík |
| \| Hollenstein (Brunner, Romy) – 52:16 \| 1–0 \| \| |                 |             |                | Játékvezetők: Mikael Nord Vjacseszlav Bulanov Vonalbírók: Masi Puolakka Peter Šefčík |
| 6 perc                                              | Büntetések      | 12 perc     |                | Játékvezetők: Mikael Nord Vjacseszlav Bulanov Vonalbírók: Masi Puolakka Peter Šefčík |
| 18                                                  | Lövések         | 18          |                | Játékvezetők: Mikael Nord Vjacseszlav Bulanov Vonalbírók: Masi Puolakka Peter Šefčík |
| Hollenstein (Brunner, Romy) – 52:16                 | 1–0             |             |                | Játékvezetők: Mikael Nord Vjacseszlav Bulanov Vonalbírók: Masi Puolakka Peter Šefčík |

| 2015. május 5. 20:15 | Ausztria | 0–2 (0–0, 0–0, 0–2) | Franciaország | O2 Aréna, Prága Nézőszám: 5857 |

| Jegyzőkönyv | Jegyzőkönyv        | Jegyzőkönyv                                    | Jegyzőkönyv    | Jegyzőkönyv                                                                              |
| --- | ------------------ | ---------------------------------------------- | -------------- | ---------------------------------------------------------------------------------------- |
| | Bernhard Starkbaum | Kapusok                                        | Cristobal Huet | Játékvezetők: Tobias Wehrli Vladimír Šindler Vonalbírók: Henrik Pihlblad Fraser McIntyre |
| \| \| 0–1 \| 46:13 – Fleury (S. Da Costa, Auvitu) (PP) \| \| \| 0–2 \| 59:02 – Meunier (Treille, Hecquefeuille) (ENG) \| |                    |                                                |                | Játékvezetők: Tobias Wehrli Vladimír Šindler Vonalbírók: Henrik Pihlblad Fraser McIntyre |
| 6 perc | Büntetések         | 2 perc                                         |                | Játékvezetők: Tobias Wehrli Vladimír Šindler Vonalbírók: Henrik Pihlblad Fraser McIntyre |
| 34 | Lövések            | 17                                             |                | Játékvezetők: Tobias Wehrli Vladimír Šindler Vonalbírók: Henrik Pihlblad Fraser McIntyre |
| | 0–1                | 46:13 – Fleury (S. Da Costa, Auvitu) (PP)      |                | Játékvezetők: Tobias Wehrli Vladimír Šindler Vonalbírók: Henrik Pihlblad Fraser McIntyre |
| | 0–2                | 59:02 – Meunier (Treille, Hecquefeuille) (ENG) |                | Játékvezetők: Tobias Wehrli Vladimír Šindler Vonalbírók: Henrik Pihlblad Fraser McIntyre |

| 2015. május 6. 16:15 | Svájc | 1–2 (h.u.) (0–0, 0–1, 1–0) (h.u.: 0–1) | Lettország | O2 Aréna, Prága Nézőszám: 10 856 |

| Jegyzőkönyv | Jegyzőkönyv | Jegyzőkönyv                        | Jegyzőkönyv      | Jegyzőkönyv                                                                         |
| --- | ----------- | ---------------------------------- | ---------------- | ----------------------------------------------------------------------------------- |
| | Reto Berra  | Kapusok                            | Edgars Masaļskis | Játékvezetők: Maxim Sidorenko Vladimír Šindler Vonalbírók: Gleb Lazarev Jon Killian |
| \| \| 0–1 \| 24:19 – Džeriņš (Dārziņš, Rēdlihs) \| \| Bieber – 58:09 \| 1–1 \| \| \| \| 1–2 \| 62:19 – Daugaviņš (Dārziņš) \| |             |                                    |                  | Játékvezetők: Maxim Sidorenko Vladimír Šindler Vonalbírók: Gleb Lazarev Jon Killian |
| 6 perc | Büntetések  | 10 perc                            |                  | Játékvezetők: Maxim Sidorenko Vladimír Šindler Vonalbírók: Gleb Lazarev Jon Killian |
| 36 | Lövések     | 21                                 |                  | Játékvezetők: Maxim Sidorenko Vladimír Šindler Vonalbírók: Gleb Lazarev Jon Killian |
| | 0–1         | 24:19 – Džeriņš (Dārziņš, Rēdlihs) |                  | Játékvezetők: Maxim Sidorenko Vladimír Šindler Vonalbírók: Gleb Lazarev Jon Killian |
| Bieber – 58:09 | 1–1         |                                    |                  | Játékvezetők: Maxim Sidorenko Vladimír Šindler Vonalbírók: Gleb Lazarev Jon Killian |
| | 1–2         | 62:19 – Daugaviņš (Dārziņš)        |                  | Játékvezetők: Maxim Sidorenko Vladimír Šindler Vonalbírók: Gleb Lazarev Jon Killian |

| 2015. május 6. 20:15 | Svédország | 4–6 (3–0, 1–3, 0–3) | Kanada | O2 Aréna, Prága Nézőszám: 16 695 |

| Jegyzőkönyv | Jegyzőkönyv    | Jegyzőkönyv                             | Jegyzőkönyv | Jegyzőkönyv                                                                      |
| --- | -------------- | --------------------------------------- | ----------- | -------------------------------------------------------------------------------- |
| | Anders Nilsson | Kapusok                                 | Mike Smith  | Játékvezetők: Tobias Wehrli Jyri Rönn Vonalbírók: Masi Puolakka Miroslav Lhotský |
| \| Lander (Eriksson, Granberg) – 05:06 \| 1–0 \| \| \| Rask (Klefbom, Lindholm) – 17:21 \| 2–0 \| \| \| Forsberg (Eriksson, Klingberg) – 17:49 \| 3–0 \| \| \| \| 3–1 \| 26:43 – Ekblad (Burns, O'Reilly) \| \| \| 3–2 \| 31:27 – Hall (PS) \| \| \| 3–3 \| 34:23 – Couturier (Ekblad) \| \| Möller (Sjögren, Ekman-Larsson) – 35:19 \| 4–3 \| \| \| \| 4–4 \| 50:24 – Wiercioch (Eberle, Crosby) \| \| \| 4–5 \| 53:31 – Tyler Ennis (Hall, Spezza) (PP) \| \| \| 4–6 \| 58:10 – Seguin (O'Reilly) (ENG) \| |                |                                         |             | Játékvezetők: Tobias Wehrli Jyri Rönn Vonalbírók: Masi Puolakka Miroslav Lhotský |
| 4 perc | Büntetések     | 4 perc                                  |             | Játékvezetők: Tobias Wehrli Jyri Rönn Vonalbírók: Masi Puolakka Miroslav Lhotský |
| 32 | Lövések        | 39                                      |             | Játékvezetők: Tobias Wehrli Jyri Rönn Vonalbírók: Masi Puolakka Miroslav Lhotský |
| Lander (Eriksson, Granberg) – 05:06 | 1–0            |                                         |             | Játékvezetők: Tobias Wehrli Jyri Rönn Vonalbírók: Masi Puolakka Miroslav Lhotský |
| Rask (Klefbom, Lindholm) – 17:21 | 2–0            |                                         |             | Játékvezetők: Tobias Wehrli Jyri Rönn Vonalbírók: Masi Puolakka Miroslav Lhotský |
| Forsberg (Eriksson, Klingberg) – 17:49 | 3–0            |                                         |             | Játékvezetők: Tobias Wehrli Jyri Rönn Vonalbírók: Masi Puolakka Miroslav Lhotský |
| | 3–1            | 26:43 – Ekblad (Burns, O'Reilly)        |             |                                                                                  |
| | 3–2            | 31:27 – Hall (PS)                       |             |                                                                                  |
| | 3–3            | 34:23 – Couturier (Ekblad)              |             |                                                                                  |
| Möller (Sjögren, Ekman-Larsson) – 35:19 | 4–3            |                                         |             |                                                                                  |
| | 4–4            | 50:24 – Wiercioch (Eberle, Crosby)      |             |                                                                                  |
| | 4–5            | 53:31 – Tyler Ennis (Hall, Spezza) (PP) |             |                                                                                  |
| | 4–6            | 58:10 – Seguin (O'Reilly) (ENG)         |             |                                                                                  |

| 2015. május 7. 16:15 | Csehország | 5–1 (0–0, 2–1, 3–0) | Franciaország | O2 Aréna, Prága Nézőszám: 17 110 |

| Jegyzőkönyv | Jegyzőkönyv    | Jegyzőkönyv                               | Jegyzőkönyv   | Jegyzőkönyv                                                                          |
| --- | -------------- | ----------------------------------------- | ------------- | ------------------------------------------------------------------------------------ |
| | Ondřej Pavelec | Kapusok                                   | Florian Hardy | Játékvezetők: Mikael Nord Aleksi Rantala Vonalbírók: Henrik Pihlblad Sakari Suominen |
| \| Němec (Novotný) – 21:10 \| 1–0 \| \| \| Sobotka (Krejčík) – 26:58 \| 2–0 \| \| \| \| 2–1 \| 28:41 – Hecquefeuille (Lampérier, Guttig) \| \| Jágr (Kovář, Simon) – 44:25 \| 3–1 \| \| \| Němec (Hertl, Voráček) – 48:28 \| 4–1 \| \| \| Červenka (Němec, Krejčík) (PP) – 54:49 \| 5–1 \| \| |                |                                           |               | Játékvezetők: Mikael Nord Aleksi Rantala Vonalbírók: Henrik Pihlblad Sakari Suominen |
| 4 perc | Büntetések     | 10 perc                                   |               | Játékvezetők: Mikael Nord Aleksi Rantala Vonalbírók: Henrik Pihlblad Sakari Suominen |
| 46 | Lövések        | 20                                        |               | Játékvezetők: Mikael Nord Aleksi Rantala Vonalbírók: Henrik Pihlblad Sakari Suominen |
| Němec (Novotný) – 21:10 | 1–0            |                                           |               | Játékvezetők: Mikael Nord Aleksi Rantala Vonalbírók: Henrik Pihlblad Sakari Suominen |
| Sobotka (Krejčík) – 26:58 | 2–0            |                                           |               | Játékvezetők: Mikael Nord Aleksi Rantala Vonalbírók: Henrik Pihlblad Sakari Suominen |
| | 2–1            | 28:41 – Hecquefeuille (Lampérier, Guttig) |               | Játékvezetők: Mikael Nord Aleksi Rantala Vonalbírók: Henrik Pihlblad Sakari Suominen |
| Jágr (Kovář, Simon) – 44:25 | 3–1            |                                           |               |                                                                                      |
| Němec (Hertl, Voráček) – 48:28 | 4–1            |                                           |               |                                                                                      |
| Červenka (Němec, Krejčík) (PP) – 54:49 | 5–1            |                                           |               |                                                                                      |

| 2015. május 7. 20:15 | Svédország | 4–3 (2–1, 0–1, 2–1) | Németország | O2 Aréna, Prága Nézőszám: 16 137 |

| Jegyzőkönyv | Jegyzőkönyv   | Jegyzőkönyv                           | Jegyzőkönyv    | Jegyzőkönyv                                                                        |
| --- | ------------- | ------------------------------------- | -------------- | ---------------------------------------------------------------------------------- |
| | Jhonas Enroth | Kapusok                               | Timo Pielmeier | Játékvezetők: Pavel Hodek Maxim Sidorenko Vonalbírók: Fraser McIntyre Peter Šefčík |
| \| Möller (Lindström, Sjögren) – 11:19 \| 1–0 \| \| \| Lindström (Möller]) – 12:44 \| 2–0 \| \| \| \| 2–1 \| 15:48 – Kink (Rieder, Daschner) (PP) \| \| \| 2–2 \| 29:30 – Krämmer \| \| Klingberg (Kronwall, Möller) – 42:56 \| 3–2 \| \| \| Möller (Ekman-Larsson, Lindström) – 48:40 \| 4–2 \| \| \| \| 4–3 \| 54:39 – Plachta (Hospelt, Seidenberg) \| |               |                                       |                | Játékvezetők: Pavel Hodek Maxim Sidorenko Vonalbírók: Fraser McIntyre Peter Šefčík |
| 6 perc | Büntetések    | 29 perc                               |                | Játékvezetők: Pavel Hodek Maxim Sidorenko Vonalbírók: Fraser McIntyre Peter Šefčík |
| 35 | Lövések       | 27                                    |                | Játékvezetők: Pavel Hodek Maxim Sidorenko Vonalbírók: Fraser McIntyre Peter Šefčík |
| Möller (Lindström, Sjögren) – 11:19 | 1–0           |                                       |                | Játékvezetők: Pavel Hodek Maxim Sidorenko Vonalbírók: Fraser McIntyre Peter Šefčík |
| Lindström (Möller]) – 12:44 | 2–0           |                                       |                | Játékvezetők: Pavel Hodek Maxim Sidorenko Vonalbírók: Fraser McIntyre Peter Šefčík |
| | 2–1           | 15:48 – Kink (Rieder, Daschner) (PP)  |                | Játékvezetők: Pavel Hodek Maxim Sidorenko Vonalbírók: Fraser McIntyre Peter Šefčík |
| | 2–2           | 29:30 – Krämmer                       |                |                                                                                    |
| Klingberg (Kronwall, Möller) – 42:56 | 3–2           |                                       |                |                                                                                    |
| Möller (Ekman-Larsson, Lindström) – 48:40 | 4–2           |                                       |                |                                                                                    |
| | 4–3           | 54:39 – Plachta (Hospelt, Seidenberg) |                |                                                                                    |

| 2015. május 8. 16:15 | Csehország | 4–0 (0–0, 3–0, 1–0) | Ausztria | O2 Aréna, Prága Nézőszám: 17 383 |

| Jegyzőkönyv | Jegyzőkönyv    | Jegyzőkönyv | Jegyzőkönyv                    | Jegyzőkönyv                                                                          |
| --- | -------------- | ----------- | ------------------------------ | ------------------------------------------------------------------------------------ |
| | Ondřej Pavelec | Kapusok     | Bernhard Starkbaum Rene Swette | Játékvezetők: Vjacseszlav Bulanov Jyri Rönn Vonalbírók: Gleb Lazarev Fraser McIntyre |
| \| Němec (Simon) – 31:09 \| 1–0 \| \| \| Zaťovič (Hejda, Němec) – 38:04 \| 2–0 \| \| \| Sobotka (Červenka, Krejčík) – 39:08 \| 3–0 \| \| \| Voráček (Jordán, Hertl) – 40:07 \| 4–0 \| \| |                |             |                                | Játékvezetők: Vjacseszlav Bulanov Jyri Rönn Vonalbírók: Gleb Lazarev Fraser McIntyre |
| 4 perc | Büntetések     | 10 perc     |                                | Játékvezetők: Vjacseszlav Bulanov Jyri Rönn Vonalbírók: Gleb Lazarev Fraser McIntyre |
| 42 | Lövések        | 12          |                                | Játékvezetők: Vjacseszlav Bulanov Jyri Rönn Vonalbírók: Gleb Lazarev Fraser McIntyre |
| Němec (Simon) – 31:09 | 1–0            |             |                                | Játékvezetők: Vjacseszlav Bulanov Jyri Rönn Vonalbírók: Gleb Lazarev Fraser McIntyre |
| Zaťovič (Hejda, Němec) – 38:04 | 2–0            |             |                                | Játékvezetők: Vjacseszlav Bulanov Jyri Rönn Vonalbírók: Gleb Lazarev Fraser McIntyre |
| Sobotka (Červenka, Krejčík) – 39:08 | 3–0            |             |                                | Játékvezetők: Vjacseszlav Bulanov Jyri Rönn Vonalbírók: Gleb Lazarev Fraser McIntyre |
| Voráček (Jordán, Hertl) – 40:07 | 4–0            |             |                                |                                                                                      |

| 2015. május 8. 20:15 | Németország | 2–1 (0–1, 0–0, 2–0) | Lettország | O2 Aréna, Prága Nézőszám: 15 494 |

| Jegyzőkönyv | Jegyzőkönyv   | Jegyzőkönyv                      | Jegyzőkönyv      | Jegyzőkönyv                                                                   |
| --- | ------------- | -------------------------------- | ---------------- | ----------------------------------------------------------------------------- |
| | Dennis Endras | Kapusok                          | Edgars Masaļskis | Játékvezetők: Mikael Nord Tobias Wehrli Vonalbírók: Masi Puolakka Jon Killian |
| \| \| 0–1 \| 11:05 – Dārziņš (Daugaviņš) (PP) \| \| Wolf (Reimer, Krueger) (PP) – 46:46 \| 1–1 \| \| \| Plachta – 57:35 \| 2–1 \| \| |               |                                  |                  | Játékvezetők: Mikael Nord Tobias Wehrli Vonalbírók: Masi Puolakka Jon Killian |
| 10 perc | Büntetések    | 27 perc                          |                  | Játékvezetők: Mikael Nord Tobias Wehrli Vonalbírók: Masi Puolakka Jon Killian |
| 24 | Lövések       | 16                               |                  | Játékvezetők: Mikael Nord Tobias Wehrli Vonalbírók: Masi Puolakka Jon Killian |
| | 0–1           | 11:05 – Dārziņš (Daugaviņš) (PP) |                  | Játékvezetők: Mikael Nord Tobias Wehrli Vonalbírók: Masi Puolakka Jon Killian |
| Wolf (Reimer, Krueger) (PP) – 46:46                                                                                                  | 1–1           |                                  |                  | Játékvezetők: Mikael Nord Tobias Wehrli Vonalbírók: Masi Puolakka Jon Killian |
| Plachta – 57:35 | 2–1           |                                  |                  | Játékvezetők: Mikael Nord Tobias Wehrli Vonalbírók: Masi Puolakka Jon Killian |

| 2015. május 9. 12:15 | Franciaország | 3–4 (1–2, 0–1, 2–1) | Kanada | O2 Aréna, Prága Nézőszám: 15 300 |

| Jegyzőkönyv | Jegyzőkönyv    | Jegyzőkönyv                          | Jegyzőkönyv  | Jegyzőkönyv                                                                           |
| --- | -------------- | ------------------------------------ | ------------ | ------------------------------------------------------------------------------------- |
| | Ronan Quemener | Kapusok                              | Martin Jones | Játékvezetők: Tobias Wehrli Vladimír Šindler Vonalbírók: Henrik Pihlblad Peter Šefčík |
| \| \| 0–1 \| 11:26 – Seguin (Spezza, Barrie) (PP) \| \| \| 0–2 \| 12:32 – Eberle (MacKinnon, Duchene) \| \| Desrosiers (Meunier, Auvitu) – 16:31 \| 1–2 \| \| \| \| 1–3 \| 37:02 – Seguin (Spezza) (PP) \| \| Treille (Meunier) (PP) – 46:21 \| 2–3 \| \| \| Fleury – 46:56 \| 3–3 \| \| \| \| 3–4 \| 49:18 – Eberle (Burns, Crosby) \| |                |                                      |              | Játékvezetők: Tobias Wehrli Vladimír Šindler Vonalbírók: Henrik Pihlblad Peter Šefčík |
| 12 perc | Büntetések     | 8 perc                               |              | Játékvezetők: Tobias Wehrli Vladimír Šindler Vonalbírók: Henrik Pihlblad Peter Šefčík |
| 21 | Lövések        | 43                                   |              | Játékvezetők: Tobias Wehrli Vladimír Šindler Vonalbírók: Henrik Pihlblad Peter Šefčík |
| | 0–1            | 11:26 – Seguin (Spezza, Barrie) (PP) |              | Játékvezetők: Tobias Wehrli Vladimír Šindler Vonalbírók: Henrik Pihlblad Peter Šefčík |
| | 0–2            | 12:32 – Eberle (MacKinnon, Duchene)  |              | Játékvezetők: Tobias Wehrli Vladimír Šindler Vonalbírók: Henrik Pihlblad Peter Šefčík |
| Desrosiers (Meunier, Auvitu) – 16:31 | 1–2            |                                      |              | Játékvezetők: Tobias Wehrli Vladimír Šindler Vonalbírók: Henrik Pihlblad Peter Šefčík |
| | 1–3            | 37:02 – Seguin (Spezza) (PP)         |              |                                                                                       |
| Treille (Meunier) (PP) – 46:21 | 2–3            |                                      |              |                                                                                       |
| Fleury – 46:56 | 3–3            |                                      |              |                                                                                       |
| | 3–4            | 49:18 – Eberle (Burns, Crosby)       |              |                                                                                       |

| 2015. május 9. 16:15 | Ausztria | 1–2 (h.u.) (1–0, 0–1, 0–0) (h.u.: 0–1) | Lettország | O2 Aréna, Prága Nézőszám: 12 735 |

| Jegyzőkönyv | Jegyzőkönyv        | Jegyzőkönyv                          | Jegyzőkönyv      | Jegyzőkönyv                                                                        |
| --- | ------------------ | ------------------------------------ | ---------------- | ---------------------------------------------------------------------------------- |
| | Bernhard Starkbaum | Kapusok                              | Edgars Masaļskis | Játékvezetők: Timothy Mayer Tobias Bjork Vonalbírók: Gleb Lazarev Miroslav Lhotský |
| \| Lebler (M. Raffl) – 16:07 \| 1–0 \| \| \| \| 1–1 \| 32:15 – Dārziņš (Daugaviņš) \| \| \| 1–2 \| 60:33 – Daugaviņš (Dārziņš, Galviņš) \| |                    |                                      |                  | Játékvezetők: Timothy Mayer Tobias Bjork Vonalbírók: Gleb Lazarev Miroslav Lhotský |
| 2 perc | Büntetések         | 16 perc                              |                  | Játékvezetők: Timothy Mayer Tobias Bjork Vonalbírók: Gleb Lazarev Miroslav Lhotský |
| 29 | Lövések            | 18                                   |                  | Játékvezetők: Timothy Mayer Tobias Bjork Vonalbírók: Gleb Lazarev Miroslav Lhotský |
| Lebler (M. Raffl) – 16:07 | 1–0                |                                      |                  | Játékvezetők: Timothy Mayer Tobias Bjork Vonalbírók: Gleb Lazarev Miroslav Lhotský |
| | 1–1                | 32:15 – Dārziņš (Daugaviņš)          |                  | Játékvezetők: Timothy Mayer Tobias Bjork Vonalbírók: Gleb Lazarev Miroslav Lhotský |
| | 1–2                | 60:33 – Daugaviņš (Dārziņš, Galviņš) |                  | Játékvezetők: Timothy Mayer Tobias Bjork Vonalbírók: Gleb Lazarev Miroslav Lhotský |

| 2015. május 9. 20:15 | Svédország | 2–1 (h.u.) (1–0, 0–0, 0–1) (h.u.: 1–0) | Svájc | O2 Aréna, Prága Nézőszám: 15 201 |

| Jegyzőkönyv | Jegyzőkönyv   | Jegyzőkönyv                      | Jegyzőkönyv     | Jegyzőkönyv                                                                               |
| --- | ------------- | -------------------------------- | --------------- | ----------------------------------------------------------------------------------------- |
| | Jhonas Enroth | Kapusok                          | Leonardo Genoni | Játékvezetők: Maxim Sidorenko Vjacseszlav Bulanov Vonalbírók: Sakari Suominen Jon Killian |
| \| Lindholm (Rask, Ericsson) – 07:17 \| 1–0 \| \| \| \| 1–1 \| 40:34 – Bodenmann (Blum, Ambühl) \| \| Forsberg (Eriksson, Ekman-Larsson) (PP) – 63:49 \| 2–1 \| \| |               |                                  |                 | Játékvezetők: Maxim Sidorenko Vjacseszlav Bulanov Vonalbírók: Sakari Suominen Jon Killian |
| 10 perc | Büntetések    | 8 perc                           |                 | Játékvezetők: Maxim Sidorenko Vjacseszlav Bulanov Vonalbírók: Sakari Suominen Jon Killian |
| 29 | Lövések       | 16                               |                 | Játékvezetők: Maxim Sidorenko Vjacseszlav Bulanov Vonalbírók: Sakari Suominen Jon Killian |
| Lindholm (Rask, Ericsson) – 07:17 | 1–0           |                                  |                 | Játékvezetők: Maxim Sidorenko Vjacseszlav Bulanov Vonalbírók: Sakari Suominen Jon Killian |
| | 1–1           | 40:34 – Bodenmann (Blum, Ambühl) |                 | Játékvezetők: Maxim Sidorenko Vjacseszlav Bulanov Vonalbírók: Sakari Suominen Jon Killian |
| Forsberg (Eriksson, Ekman-Larsson) (PP) – 63:49 | 2–1           |                                  |                 | Játékvezetők: Maxim Sidorenko Vjacseszlav Bulanov Vonalbírók: Sakari Suominen Jon Killian |

| 2015. május 10. 16:15 | Németország | 2–4 (1–1, 1–2, 0–1) | Csehország | O2 Aréna, Prága Nézőszám: 17 383 |

| Jegyzőkönyv | Jegyzőkönyv    | Jegyzőkönyv                           | Jegyzőkönyv    | Jegyzőkönyv                                                                        |
| --- | -------------- | ------------------------------------- | -------------- | ---------------------------------------------------------------------------------- |
| | Timo Pielmeier | Kapusok                               | Ondřej Pavelec | Játékvezetők: Mikael Nord Tobias Bjork Vonalbírók: Sakari Suominen Fraser McIntyre |
| \| Pietta (Müller, Krueger) – 07:13 \| 1–0 \| \| \| \| 1–1 \| 13:39 – Vondrka \| \| Wolf (Rieder) – 23:50 \| 2–1 \| \| \| \| 2–2 \| 25:58 – Koukal (Kolář, Simon) \| \| \| 2–3 \| 27:36 – Voráček (Jágr, Nakládal) (PP) \| \| \| 2–4 \| 55:58 – Jágr (Červenka) \| |                |                                       |                | Játékvezetők: Mikael Nord Tobias Bjork Vonalbírók: Sakari Suominen Fraser McIntyre |
| 6 perc | Büntetések     | 6 perc                                |                | Játékvezetők: Mikael Nord Tobias Bjork Vonalbírók: Sakari Suominen Fraser McIntyre |
| 14 | Lövések        | 38                                    |                | Játékvezetők: Mikael Nord Tobias Bjork Vonalbírók: Sakari Suominen Fraser McIntyre |
| Pietta (Müller, Krueger) – 07:13 | 1–0            |                                       |                | Játékvezetők: Mikael Nord Tobias Bjork Vonalbírók: Sakari Suominen Fraser McIntyre |
| | 1–1            | 13:39 – Vondrka                       |                | Játékvezetők: Mikael Nord Tobias Bjork Vonalbírók: Sakari Suominen Fraser McIntyre |
| Wolf (Rieder) – 23:50 | 2–1            |                                       |                | Játékvezetők: Mikael Nord Tobias Bjork Vonalbírók: Sakari Suominen Fraser McIntyre |
| | 2–2            | 25:58 – Koukal (Kolář, Simon)         |                |                                                                                    |
| | 2–3            | 27:36 – Voráček (Jágr, Nakládal) (PP) |                |                                                                                    |
| | 2–4            | 55:58 – Jágr (Červenka)               |                |                                                                                    |

| 2015. május 10. 20:15 | Svájc | 2–7 (1–2, 0–3, 1–2) | Kanada | O2 Aréna, Prága Nézőszám: 17 003 |

| Jegyzőkönyv | Jegyzőkönyv | Jegyzőkönyv                           | Jegyzőkönyv | Jegyzőkönyv                                                                      |
| --- | ----------- | ------------------------------------- | ----------- | -------------------------------------------------------------------------------- |
| | Reto Berra  | Kapusok                               | Mike Smith  | Játékvezetők: Timothy Mayer Jyri Rönn Vonalbírók: Masi Puolakka Miroslav Lhotský |
| \| \| 0–1 \| 00:53 – Seguin (Muzzin, Giroux) \| \| Trachsler (Schäppi, Streit) – 06:21 \| 1–1 \| \| \| \| 1–2 \| 19:42 – MacKinnon (Spezza, Wiercioch) \| \| \| 1–3 \| 27:59 – Ekblad (Couturier, Eakin) \| \| \| 1–4 \| 39:00 – Eberle (Crosby, Burns) (PP) \| \| \| 1–5 \| 39:59 – Eakin (Couturier, Ekblad) \| \| Brunner – 42:17 \| 2–5 \| \| \| \| 2–6 \| 52:27 – Couturier (Toffoli, Hamhuis) \| \| \| 2–7 \| 57:08 – Giroux (Burns, O’Reilly) (PP) \| |             |                                       |             | Játékvezetők: Timothy Mayer Jyri Rönn Vonalbírók: Masi Puolakka Miroslav Lhotský |
| 16 perc | Büntetések  | 12 perc                               |             | Játékvezetők: Timothy Mayer Jyri Rönn Vonalbírók: Masi Puolakka Miroslav Lhotský |
| 25 | Lövések     | 46                                    |             | Játékvezetők: Timothy Mayer Jyri Rönn Vonalbírók: Masi Puolakka Miroslav Lhotský |
| | 0–1         | 00:53 – Seguin (Muzzin, Giroux)       |             | Játékvezetők: Timothy Mayer Jyri Rönn Vonalbírók: Masi Puolakka Miroslav Lhotský |
| Trachsler (Schäppi, Streit) – 06:21 | 1–1         |                                       |             | Játékvezetők: Timothy Mayer Jyri Rönn Vonalbírók: Masi Puolakka Miroslav Lhotský |
| | 1–2         | 19:42 – MacKinnon (Spezza, Wiercioch) |             | Játékvezetők: Timothy Mayer Jyri Rönn Vonalbírók: Masi Puolakka Miroslav Lhotský |
| | 1–3         | 27:59 – Ekblad (Couturier, Eakin)     |             |                                                                                  |
| | 1–4         | 39:00 – Eberle (Crosby, Burns) (PP)   |             |                                                                                  |
| | 1–5         | 39:59 – Eakin (Couturier, Ekblad)     |             |                                                                                  |
| Brunner – 42:17 | 2–5         |                                       |             |                                                                                  |
| | 2–6         | 52:27 – Couturier (Toffoli, Hamhuis)  |             |                                                                                  |
| | 2–7         | 57:08 – Giroux (Burns, O’Reilly) (PP) |             |                                                                                  |

| 2015. május 11. 16:15 | Németország | 2–3 (sz.) (0–0, 0–1, 2–1) (h.u.: 0–0) (sz.: 0–1) | Ausztria | O2 Aréna, Prága Nézőszám: 11 302 |

| Jegyzőkönyv | Jegyzőkönyv   | Jegyzőkönyv                           | Jegyzőkönyv        | Jegyzőkönyv                                                                                     |
| --- | ------------- | ------------------------------------- | ------------------ | ----------------------------------------------------------------------------------------------- |
| | Dennis Endras | Kapusok                               | Bernhard Starkbaum | Játékvezetők: Vjacseszlav Bulanov Konsztantyin Olenyin Vonalbírók: Henrik Pihlblad Peter Šefčík |
| \| \| 0–1 \| 34:33 – T. Raffl (M. Raffl, Heinrich) \| \| Wolf (Pietta, Müller) – 44:14 \| 1–1 \| \| \| \| 1–2 \| 54:22 – Rotter (Muhlstein) \| \| Reimer (Kohl, Krämmer) – 57:59 \| 2–2 \| \| |               |                                       |                    | Játékvezetők: Vjacseszlav Bulanov Konsztantyin Olenyin Vonalbírók: Henrik Pihlblad Peter Šefčík |
| Hospelt Rieder Reimer | Szétlövés     | Heinrich Komarek Lebler               |                    | Játékvezetők: Vjacseszlav Bulanov Konsztantyin Olenyin Vonalbírók: Henrik Pihlblad Peter Šefčík |
| 6 perc | Büntetések    | 6 perc                                |                    | Játékvezetők: Vjacseszlav Bulanov Konsztantyin Olenyin Vonalbírók: Henrik Pihlblad Peter Šefčík |
| 17 | Lövések       | 34                                    |                    | Játékvezetők: Vjacseszlav Bulanov Konsztantyin Olenyin Vonalbírók: Henrik Pihlblad Peter Šefčík |
| | 0–1           | 34:33 – T. Raffl (M. Raffl, Heinrich) |                    | Játékvezetők: Vjacseszlav Bulanov Konsztantyin Olenyin Vonalbírók: Henrik Pihlblad Peter Šefčík |
| Wolf (Pietta, Müller) – 44:14 | 1–1           |                                       |                    | Játékvezetők: Vjacseszlav Bulanov Konsztantyin Olenyin Vonalbírók: Henrik Pihlblad Peter Šefčík |
| | 1–2           | 54:22 – Rotter (Muhlstein)            |                    |                                                                                                 |
| Reimer (Kohl, Krämmer) – 57:59 | 2–2           |                                       |                    |                                                                                                 |

| 2015. május 11. 20:15 | Svédország | 4–2 (1–0, 1–2, 2–0) | Franciaország | O2 Aréna, Prága Nézőszám: 12 490 |

| Jegyzőkönyv | Jegyzőkönyv   | Jegyzőkönyv                        | Jegyzőkönyv                  | Jegyzőkönyv                                                                    |
| --- | ------------- | ---------------------------------- | ---------------------------- | ------------------------------------------------------------------------------ |
| | Jhonas Enroth | Kapusok                            | Cristobal Huet Florian Hardy | Játékvezetők: Maxim Sidorenko Jozef Kubuš Vonalbírók: Gleb Lazarev Jon Killian |
| \| Josefson (Klefbom, Ekman-Larsson) – 11:00 \| 1–0 \| \| \| \| 1–1 \| 20:34 – Fleury (Roussel, Da Costa) \| \| \| 1–2 \| 22:52 – Fleury (Roussel, Auvitu) \| \| Forsberg (Lindholm) (PP) – 34:52 \| 2–2 \| \| \| Forsberg (Ekman-Larsson) – 40:52 \| 3–2 \| \| \| Ekman-Larsson (Eriksson, Klefbom) – 43:27 \| 4–2 \| \| |               |                                    |                              | Játékvezetők: Maxim Sidorenko Jozef Kubuš Vonalbírók: Gleb Lazarev Jon Killian |
| 10 perc | Büntetések    | 16 perc                            |                              | Játékvezetők: Maxim Sidorenko Jozef Kubuš Vonalbírók: Gleb Lazarev Jon Killian |
| 41 | Lövések       | 17                                 |                              | Játékvezetők: Maxim Sidorenko Jozef Kubuš Vonalbírók: Gleb Lazarev Jon Killian |
| Josefson (Klefbom, Ekman-Larsson) – 11:00 | 1–0           |                                    |                              | Játékvezetők: Maxim Sidorenko Jozef Kubuš Vonalbírók: Gleb Lazarev Jon Killian |
| | 1–1           | 20:34 – Fleury (Roussel, Da Costa) |                              | Játékvezetők: Maxim Sidorenko Jozef Kubuš Vonalbírók: Gleb Lazarev Jon Killian |
| | 1–2           | 22:52 – Fleury (Roussel, Auvitu)   |                              | Játékvezetők: Maxim Sidorenko Jozef Kubuš Vonalbírók: Gleb Lazarev Jon Killian |
| Forsberg (Lindholm) (PP) – 34:52 | 2–2           |                                    |                              |                                                                                |
| Forsberg (Ekman-Larsson) – 40:52 | 3–2           |                                    |                              |                                                                                |
| Ekman-Larsson (Eriksson, Klefbom) – 43:27 | 4–2           |                                    |                              |                                                                                |

| 2015. május 12. 12:15 | Kanada | 10–1 (4–0, 2–0, 4–1) | Ausztria | O2 Aréna, Prága Nézőszám: 16 031 |

| Jegyzőkönyv | Jegyzőkönyv | Jegyzőkönyv               | Jegyzőkönyv                    | Jegyzőkönyv                                                                       |
| --- | ----------- | ------------------------- | ------------------------------ | --------------------------------------------------------------------------------- |
| | Mike Smith  | Kapusok                   | Bernhard Starkbaum Rene Swette | Játékvezetők: Maxim Sidorenko Roman Gofman Vonalbírók: Masi Puolakka Peter Šefčík |
| \| Barrie (O’Reilly, Giroux) – 06:04 \| 1–0 \| \| \| Duchene (Spezza, Muzzin) – 09:09 \| 2–0 \| \| \| Hall (Burns) – 11:17 \| 3–0 \| \| \| Ekblad (Eberle) – 14:10 \| 4–0 \| \| \| Spezza (Duchene, Wiercioch) – 21:58 \| 5–0 \| \| \| Eberle (Burns) – 35:52 \| 6–0 \| \| \| \| 6–1 \| 42:44 – Heinrich (Rotter) \| \| MacKinnon (Muzzin]) – 42:53 \| 7–1 \| \| \| Spezza – 43:05 \| 8–1 \| \| \| Schenn (Duchene) – 46:09 \| 9–1 \| \| \| Duchene (MacKinnon, Spezza) – 54:43 \| 10–1 \| \| |             |                           |                                | Játékvezetők: Maxim Sidorenko Roman Gofman Vonalbírók: Masi Puolakka Peter Šefčík |
| 0 perc | Büntetések  | 4 perc                    |                                | Játékvezetők: Maxim Sidorenko Roman Gofman Vonalbírók: Masi Puolakka Peter Šefčík |
| 46 | Lövések     | 15                        |                                | Játékvezetők: Maxim Sidorenko Roman Gofman Vonalbírók: Masi Puolakka Peter Šefčík |
| Barrie (O’Reilly, Giroux) – 06:04 | 1–0         |                           |                                | Játékvezetők: Maxim Sidorenko Roman Gofman Vonalbírók: Masi Puolakka Peter Šefčík |
| Duchene (Spezza, Muzzin) – 09:09 | 2–0         |                           |                                | Játékvezetők: Maxim Sidorenko Roman Gofman Vonalbírók: Masi Puolakka Peter Šefčík |
| Hall (Burns) – 11:17 | 3–0         |                           |                                | Játékvezetők: Maxim Sidorenko Roman Gofman Vonalbírók: Masi Puolakka Peter Šefčík |
| Ekblad (Eberle) – 14:10 | 4–0         |                           |                                |                                                                                   |
| Spezza (Duchene, Wiercioch) – 21:58 | 5–0         |                           |                                |                                                                                   |
| Eberle (Burns) – 35:52 | 6–0         |                           |                                |                                                                                   |
| | 6–1         | 42:44 – Heinrich (Rotter) |                                |                                                                                   |
| MacKinnon (Muzzin]) – 42:53 | 7–1         |                           |                                |                                                                                   |
| Spezza – 43:05 | 8–1         |                           |                                |                                                                                   |
| Schenn (Duchene) – 46:09 | 9–1         |                           |                                |                                                                                   |
| Duchene (MacKinnon, Spezza) – 54:43 | 10–1        |                           |                                |                                                                                   |

| 2015. május 12. 16:15 | Lettország | 2–3 (sz.) (1–0, 1–0, 0–2) (h.u.: 0–0) (sz.: 0–1) | Franciaország | O2 Aréna, Prága Nézőszám: 15 167 |

| Jegyzőkönyv | Jegyzőkönyv      | Jegyzőkönyv                           | Jegyzőkönyv    | Jegyzőkönyv                                                                        |
| --- | ---------------- | ------------------------------------- | -------------- | ---------------------------------------------------------------------------------- |
| | Edgars Masaļskis | Kapusok                               | Cristobal Huet | Játékvezetők: Timothy Mayer Jyri Rönn Vonalbírók: Sakari Suominen Miroslav Lhotský |
| \| Daugaviņš (Dārziņš, Galviņš) – 11:25 \| 1–0 \| \| \| Galviņš (Dārziņš, Daugaviņš) (PP) – 22:48 \| 2–0 \| \| \| \| 2–1 \| 48:21 – S. Da Costa (Fleury) \| \| \| 2–2 \| 55:20 – Treille (Hecquefeuille, Huet) \| |                  |                                       |                | Játékvezetők: Timothy Mayer Jyri Rönn Vonalbírók: Sakari Suominen Miroslav Lhotský |
| Dārziņš Daugaviņš | Szétlövés        | Fleury Desrosiers S. Da Costa         |                | Játékvezetők: Timothy Mayer Jyri Rönn Vonalbírók: Sakari Suominen Miroslav Lhotský |
| 6 perc | Büntetések       | 6 perc                                |                | Játékvezetők: Timothy Mayer Jyri Rönn Vonalbírók: Sakari Suominen Miroslav Lhotský |
| 13 | Lövések          | 35                                    |                | Játékvezetők: Timothy Mayer Jyri Rönn Vonalbírók: Sakari Suominen Miroslav Lhotský |
| Daugaviņš (Dārziņš, Galviņš) – 11:25 | 1–0              |                                       |                | Játékvezetők: Timothy Mayer Jyri Rönn Vonalbírók: Sakari Suominen Miroslav Lhotský |
| Galviņš (Dārziņš, Daugaviņš) (PP) – 22:48 | 2–0              |                                       |                | Játékvezetők: Timothy Mayer Jyri Rönn Vonalbírók: Sakari Suominen Miroslav Lhotský |
| | 2–1              | 48:21 – S. Da Costa (Fleury)          |                |                                                                                    |
| | 2–2              | 55:20 – Treille (Hecquefeuille, Huet) |                |                                                                                    |

| 2015. május 12. 20:15 | Csehország | 2–1 (sz.) (0–1, 0–0, 1–0) (h.u.: 0–0) (sz.: 1–0) | Svájc | O2 Aréna, Prága Nézőszám: 17 383 |

| Jegyzőkönyv                                                                                          | Jegyzőkönyv    | Jegyzőkönyv                           | Jegyzőkönyv | Jegyzőkönyv                                                                             |
| --- | -------------- | ------------------------------------- | ----------- | --------------------------------------------------------------------------------------- |
| | Ondřej Pavelec | Kapusok                               | Reto Berra  | Játékvezetők: Jozef Kubuš Konstantin Olenin Vonalbírók: Henrik Pihlblad Fraser McIntyre |
| \| \| 0–1 \| 16:56 – Fiala (Brunner, Streit) (PP2) \| \| Zaťovič (Kovář, Kolář) – 50:44 \| 1–1 \| \| |                |                                       |             | Játékvezetők: Jozef Kubuš Konstantin Olenin Vonalbírók: Henrik Pihlblad Fraser McIntyre |
| Voráček Kovář Vondrka                                                                                | Szétlövés      | Fiala Ambühl Loeffel                  |             | Játékvezetők: Jozef Kubuš Konstantin Olenin Vonalbírók: Henrik Pihlblad Fraser McIntyre |
| 12 perc                                                                                              | Büntetések     | 14 perc                               |             | Játékvezetők: Jozef Kubuš Konstantin Olenin Vonalbírók: Henrik Pihlblad Fraser McIntyre |
| 29                                                                                                   | Lövések        | 27                                    |             | Játékvezetők: Jozef Kubuš Konstantin Olenin Vonalbírók: Henrik Pihlblad Fraser McIntyre |
| | 0–1            | 16:56 – Fiala (Brunner, Streit) (PP2) |             | Játékvezetők: Jozef Kubuš Konstantin Olenin Vonalbírók: Henrik Pihlblad Fraser McIntyre |
| Zaťovič (Kovář, Kolář) – 50:44                                                                       | 1–1            |                                       |             | Játékvezetők: Jozef Kubuš Konstantin Olenin Vonalbírók: Henrik Pihlblad Fraser McIntyre |

### B csoport
| Nemzet           | M | Gy | HGy | HV | V | G+ | G- | Gk  | P  |
| ---------------- | - | -- | --- | -- | - | -- | -- | --- | -- |
| Egyesült Államok | 7 | 5  | 1   | 0  | 1 | 22 | 14 | +8  | 17 |
| Finnország       | 7 | 4  | 2   | 0  | 1 | 22 | 9  | +13 | 16 |
| Oroszország      | 7 | 4  | 1   | 1  | 1 | 30 | 16 | +14 | 15 |
| Fehéroroszország | 7 | 4  | 0   | 2  | 1 | 20 | 19 | +1  | 14 |
| Szlovákia        | 7 | 1  | 2   | 2  | 2 | 17 | 19 | -2  | 9  |
| Norvégia         | 7 | 2  | 0   | 0  | 5 | 12 | 23 | –11 | 6  |
| Dánia            | 7 | 1  | 0   | 1  | 5 | 10 | 20 | -10 | 4  |
| Szlovénia        | 7 | 1  | 0   | 0  | 6 | 9  | 22 | -13 | 3  |

| 2015. május 1. 16:15 | Egyesült Államok | 5–1 (1–0, 2–1, 2–0) | Finnország | ČEZ Aréna, Ostrava Nézőszám: 8812 |

| Jegyzőkönyv | Jegyzőkönyv       | Jegyzőkönyv                                      | Jegyzőkönyv | Jegyzőkönyv                                                                              |
| --- | ----------------- | ------------------------------------------------ | ----------- | ---------------------------------------------------------------------------------------- |
| | Connor Hellebuyck | Kapusok                                          | Pekka Rinne | Játékvezetők: Björk Tobias Vjacseszlav Bulanov Vonalbírók: Vit Lederer Rudolf Tosenovjan |
| \| S. Moses (T. Krug, B. Nelson) – 19:37 \| 1–0 \| \| \| \| 1–1 \| 25:40 – J. Jokipakka (J. Pesonen, J. Kemppainen) \| \| M. Hendricks (D. Sexton) – 31:57 \| 2–1 \| \| \| D. Sexton (T. Krug, M. Hendricks) – 34:47 \| 3–1 \| \| \| N. Bonino (S. Moses, B. Nelson) – 46:19 \| 4–1 \| \| \| M. Hendricks (D. Larkin) – 57:22 \| 5–1 \| \| |                   |                                                  |             | Játékvezetők: Björk Tobias Vjacseszlav Bulanov Vonalbírók: Vit Lederer Rudolf Tosenovjan |
| 8 perc | Büntetések        | 4 perc                                           |             | Játékvezetők: Björk Tobias Vjacseszlav Bulanov Vonalbírók: Vit Lederer Rudolf Tosenovjan |
| 27 | Lövések           | 30                                               |             | Játékvezetők: Björk Tobias Vjacseszlav Bulanov Vonalbírók: Vit Lederer Rudolf Tosenovjan |
| S. Moses (T. Krug, B. Nelson) – 19:37 | 1–0               |                                                  |             | Játékvezetők: Björk Tobias Vjacseszlav Bulanov Vonalbírók: Vit Lederer Rudolf Tosenovjan |
| | 1–1               | 25:40 – J. Jokipakka (J. Pesonen, J. Kemppainen) |             | Játékvezetők: Björk Tobias Vjacseszlav Bulanov Vonalbírók: Vit Lederer Rudolf Tosenovjan |
| M. Hendricks (D. Sexton) – 31:57 | 2–1               |                                                  |             | Játékvezetők: Björk Tobias Vjacseszlav Bulanov Vonalbírók: Vit Lederer Rudolf Tosenovjan |
| D. Sexton (T. Krug, M. Hendricks) – 34:47 | 3–1               |                                                  |             |                                                                                          |
| N. Bonino (S. Moses, B. Nelson) – 46:19 | 4–1               |                                                  |             |                                                                                          |
| M. Hendricks (D. Larkin) – 57:22 | 5–1               |                                                  |             |                                                                                          |

| 2015. május 1. 20:15 | Oroszország | 6–2 (4–0, 2–2, 0-0) | Norvégia | ČEZ Aréna, Ostrava Nézőszám: 6314 |

| Jegyzőkönyv | Jegyzőkönyv         | Jegyzőkönyv                              | Jegyzőkönyv | Jegyzőkönyv                                                               |
| --- | ------------------- | ---------------------------------------- | ----------- | ------------------------------------------------------------------------- |
| | Szergej Bobrovszkij | Kapusok                                  | Lars Volden | Játékvezetők: Timothy Mayer Jyr Ronn Vonalbírók: Jimmy Dahmen Bevan Mills |
| \| Sipacsov (Kovalcsuk, Dadonov) – (PP) 02:51 \| 1–0 \| \| \| Anyiszimov, Kovalcsuk) – 03:10 \| 2–0 \| \| \| Zaripov (Mozjakin, Tyihonov) – 15:14 \| 3–0 \| \| \| Tyihonov (Zaripov, Medvegyev) – 16:53 \| 4–0 \| \| \| \| 4–1 \| 20:25 – P. Thoresen (M. Olimb, J. Holøs) \| \| \| 4–2 \| 26:50 – P. Thoresen (M. Olimb, M. Ask) \| \| Csudinov (Mozjakin, Zaripov) – 29:08 \| 5–2 \| \| \| Panarin (Sipacsov, Birjukov – 34:10 \| 6–2 \| \| |                     |                                          |             | Játékvezetők: Timothy Mayer Jyr Ronn Vonalbírók: Jimmy Dahmen Bevan Mills |
| 8 perc | Büntetések          | 10 perc                                  |             | Játékvezetők: Timothy Mayer Jyr Ronn Vonalbírók: Jimmy Dahmen Bevan Mills |
| 36 | Lövések             | 19                                       |             | Játékvezetők: Timothy Mayer Jyr Ronn Vonalbírók: Jimmy Dahmen Bevan Mills |
| Sipacsov (Kovalcsuk, Dadonov) – (PP) 02:51 | 1–0                 |                                          |             | Játékvezetők: Timothy Mayer Jyr Ronn Vonalbírók: Jimmy Dahmen Bevan Mills |
| Anyiszimov, Kovalcsuk) – 03:10 | 2–0                 |                                          |             | Játékvezetők: Timothy Mayer Jyr Ronn Vonalbírók: Jimmy Dahmen Bevan Mills |
| Zaripov (Mozjakin, Tyihonov) – 15:14 | 3–0                 |                                          |             | Játékvezetők: Timothy Mayer Jyr Ronn Vonalbírók: Jimmy Dahmen Bevan Mills |
| Tyihonov (Zaripov, Medvegyev) – 16:53 | 4–0                 |                                          |             |                                                                           |
| | 4–1                 | 20:25 – P. Thoresen (M. Olimb, J. Holøs) |             |                                                                           |
| | 4–2                 | 26:50 – P. Thoresen (M. Olimb, M. Ask)   |             |                                                                           |
| Csudinov (Mozjakin, Zaripov) – 29:08 | 5–2                 |                                          |             |                                                                           |
| Panarin (Sipacsov, Birjukov – 34:10 | 6–2                 |                                          |             |                                                                           |

| 2015. május 2. 12:15 | Szlovákia | 4–3 (0–0, 0–1, 3–2) (h.u.: 0–0) (sz.: 1–0) | Dánia | ČEZ Aréna, Ostrava Nézőszám: 8812 |

| Jegyzőkönyv | Jegyzőkönyv | Jegyzőkönyv                                  | Jegyzőkönyv       | Jegyzőkönyv                                                                          |
| --- | ----------- | -------------------------------------------- | ----------------- | ------------------------------------------------------------------------------------ |
| | Ján Laco    | Kapusok                                      | Patrick Galbraith | Játékvezetők: Vjacseszlav Bulanov Jyri Rönn Vonalbírók: Nicolas Fluri André Schrader |
| \| \| 0–1 \| 25:05 – Bjorkstrand (Jensen, Jensen B.) (PP) \| \| Sersen (Hudáček, Pánik) (PP) – 48:08 \| 1–1 \| \| \| Viedenský (Dravecký, Lušňák) – 49:26 \| 2–1 \| \| \| \| 2–2 \| 49:57 – Hardt (Madsen) \| \| Graňák (Dravecký, Laco) (PP) – 51:11 \| 3–2 \| \| \| \| 3–3 \| 57:46 – Nielsen \| |             |                                              |                   | Játékvezetők: Vjacseszlav Bulanov Jyri Rönn Vonalbírók: Nicolas Fluri André Schrader |
| Gáborík Viedenský Dravecký Gáborík Daňo | Szétlövés   | Hardt Madsen Spelling Jensen Green           |                   | Játékvezetők: Vjacseszlav Bulanov Jyri Rönn Vonalbírók: Nicolas Fluri André Schrader |
| 6 perc | Büntetések  | 10 perc                                      |                   | Játékvezetők: Vjacseszlav Bulanov Jyri Rönn Vonalbírók: Nicolas Fluri André Schrader |
| 42 | Lövések     | 19                                           |                   | Játékvezetők: Vjacseszlav Bulanov Jyri Rönn Vonalbírók: Nicolas Fluri André Schrader |
| | 0–1         | 25:05 – Bjorkstrand (Jensen, Jensen B.) (PP) |                   | Játékvezetők: Vjacseszlav Bulanov Jyri Rönn Vonalbírók: Nicolas Fluri André Schrader |
| Sersen (Hudáček, Pánik) (PP) – 48:08 | 1–1         |                                              |                   | Játékvezetők: Vjacseszlav Bulanov Jyri Rönn Vonalbírók: Nicolas Fluri André Schrader |
| Viedenský (Dravecký, Lušňák) – 49:26 | 2–1         |                                              |                   |                                                                                      |
| | 2–2         | 49:57 – Hardt (Madsen)                       |                   |                                                                                      |
| Graňák (Dravecký, Laco) (PP) – 51:11 | 3–2         |                                              |                   |                                                                                      |
| | 3–3         | 57:46 – Nielsen                              |                   |                                                                                      |

| 2015. május 2. 16:15 | Fehéroroszország | 4–2 (2–1, 1–0, 1–1) | Szlovénia | ČEZ Aréna, Ostrava Nézőszám: 5995 |

| Jegyzőkönyv | Jegyzőkönyv   | Jegyzőkönyv                       | Jegyzőkönyv    | Jegyzőkönyv                                                                    |
| --- | ------------- | --------------------------------- | -------------- | ------------------------------------------------------------------------------ |
| | Kevin Lalande | Kapusok                           | Robert Kristan | Játékvezetők: Mikael Nord Tobias Wehrli Vonalbírók: Anton Semjonov Vit Lederer |
| \| Sztasz (Korobov, Gavrusz) – 10:08 \| 1–0 \| \| \| \| 1–1 \| 10:42 – Jeglič (Tičar) \| \| A. Kaszcicin (Sztasz, Gavrusz) – 12:16 \| 2–1 \| \| \| Kaljuzsni (A. Kaszcicin, Sz. Kaszcicin) – 23:51 \| 3–1 \| \| \| \| 3–2 \| 51:47 – Pance (Razingar, Kopitar) \| \| Kitarov (ENG) – 59:41 \| 4–2 \| \| |               |                                   |                | Játékvezetők: Mikael Nord Tobias Wehrli Vonalbírók: Anton Semjonov Vit Lederer |
| 4 perc | Büntetések    | 4 perc                            |                | Játékvezetők: Mikael Nord Tobias Wehrli Vonalbírók: Anton Semjonov Vit Lederer |
| 26 | Lövések       | 23                                |                | Játékvezetők: Mikael Nord Tobias Wehrli Vonalbírók: Anton Semjonov Vit Lederer |
| Sztasz (Korobov, Gavrusz) – 10:08 | 1–0           |                                   |                | Játékvezetők: Mikael Nord Tobias Wehrli Vonalbírók: Anton Semjonov Vit Lederer |
| | 1–1           | 10:42 – Jeglič (Tičar)            |                | Játékvezetők: Mikael Nord Tobias Wehrli Vonalbírók: Anton Semjonov Vit Lederer |
| A. Kaszcicin (Sztasz, Gavrusz) – 12:16 | 2–1           |                                   |                | Játékvezetők: Mikael Nord Tobias Wehrli Vonalbírók: Anton Semjonov Vit Lederer |
| Kaljuzsni (A. Kaszcicin, Sz. Kaszcicin) – 23:51 | 3–1           |                                   |                |                                                                                |
| | 3–2           | 51:47 – Pance (Razingar, Kopitar) |                |                                                                                |
| Kitarov (ENG) – 59:41 | 4–2           |                                   |                |                                                                                |

| 2015. május 2. 20:15 | Norvégia | 1–2 (1–1, 0–1, 0–0) | Egyesült Államok | ČEZ Aréna, Ostrava Nézőszám: 6301 |

| Jegyzőkönyv | Jegyzőkönyv | Jegyzőkönyv                  | Jegyzőkönyv       | Jegyzőkönyv                                                                                 |
| --- | ----------- | ---------------------------- | ----------------- | ------------------------------------------------------------------------------------------- |
| | Lars Haugen | Kapusok                      | Connor Hellebuyck | Játékvezetők: Makszim Szidorenko Vladimír Šindler Vonalbírók: Bevan Mills Rudolf Tošenovjan |
| \| Ask (Tollefsen, M. Olimb) – 06:39 \| 1–0 \| \| \| \| 1–1 \| 12:14 – Lewis (Vesey) \| \| \| 1–2 \| 25:58 – Nelson (Krug, Lewis) \| |             |                              |                   | Játékvezetők: Makszim Szidorenko Vladimír Šindler Vonalbírók: Bevan Mills Rudolf Tošenovjan |
| 12 perc | Büntetések  | 20 perc                      |                   | Játékvezetők: Makszim Szidorenko Vladimír Šindler Vonalbírók: Bevan Mills Rudolf Tošenovjan |
| 23 | Lövések     | 35                           |                   | Játékvezetők: Makszim Szidorenko Vladimír Šindler Vonalbírók: Bevan Mills Rudolf Tošenovjan |
| Ask (Tollefsen, M. Olimb) – 06:39 | 1–0         |                              |                   | Játékvezetők: Makszim Szidorenko Vladimír Šindler Vonalbírók: Bevan Mills Rudolf Tošenovjan |
| | 1–1         | 12:14 – Lewis (Vesey)        |                   | Játékvezetők: Makszim Szidorenko Vladimír Šindler Vonalbírók: Bevan Mills Rudolf Tošenovjan |
| | 1–2         | 25:58 – Nelson (Krug, Lewis) |                   | Játékvezetők: Makszim Szidorenko Vladimír Šindler Vonalbírók: Bevan Mills Rudolf Tošenovjan |

| 2015. május 3. 12:15 | Oroszország | 5–3 (3–0, 1–2, 1–1) | Szlovénia | ČEZ Aréna, Ostrava Nézőszám: 7557 |

| Jegyzőkönyv | Jegyzőkönyv          | Jegyzőkönyv                       | Jegyzőkönyv  | Jegyzőkönyv                                                                         |
| --- | -------------------- | --------------------------------- | ------------ | ----------------------------------------------------------------------------------- |
| | Konsztantyin Barulin | Kapusok                           | Luka Gračnar | Játékvezetők: Tobias Björk Makszim Szidorenko Vonalbírók: Nicolas Fluri Vit Lederer |
| \| Kovalcsuk (Dadonov, Barulin) – 04:03 \| 1–0 \| \| \| Kuljomin (Antyipin) – 04:39 \| 2–0 \| \| \| Dadonov (Panarin, Sipacsov) (PP) – 18:56 \| 3–0 \| \| \| \| 3–1 \| 23:14 – Kopitar (Pretnar, Kranjc) \| \| Sipacsov (Panarin, Dadonov) – 29:27 \| 4–1 \| \| \| \| 4–2 \| 34:30 – Pance \| \| Dadonov (Sipacsov, Panarin) – 45:45 \| 5–2 \| \| \| \| 5–3 \| 54:46 – Sabolič (Tičar, Jeglič) \| |                      |                                   |              | Játékvezetők: Tobias Björk Makszim Szidorenko Vonalbírók: Nicolas Fluri Vit Lederer |
| 4 perc | Büntetések           | 4 perc                            |              | Játékvezetők: Tobias Björk Makszim Szidorenko Vonalbírók: Nicolas Fluri Vit Lederer |
| 35 | Lövések              | 25                                |              | Játékvezetők: Tobias Björk Makszim Szidorenko Vonalbírók: Nicolas Fluri Vit Lederer |
| Kovalcsuk (Dadonov, Barulin) – 04:03 | 1–0                  |                                   |              | Játékvezetők: Tobias Björk Makszim Szidorenko Vonalbírók: Nicolas Fluri Vit Lederer |
| Kuljomin (Antyipin) – 04:39 | 2–0                  |                                   |              | Játékvezetők: Tobias Björk Makszim Szidorenko Vonalbírók: Nicolas Fluri Vit Lederer |
| Dadonov (Panarin, Sipacsov) (PP) – 18:56 | 3–0                  |                                   |              | Játékvezetők: Tobias Björk Makszim Szidorenko Vonalbírók: Nicolas Fluri Vit Lederer |
| | 3–1                  | 23:14 – Kopitar (Pretnar, Kranjc) |              |                                                                                     |
| Sipacsov (Panarin, Dadonov) – 29:27 | 4–1                  |                                   |              |                                                                                     |
| | 4–2                  | 34:30 – Pance                     |              |                                                                                     |
| Dadonov (Sipacsov, Panarin) – 45:45 | 5–2                  |                                   |              |                                                                                     |
| | 5–3                  | 54:46 – Sabolič (Tičar, Jeglič)   |              |                                                                                     |

| 2015. május 3. 16:15 | Fehéroroszország | 1–2 (h.u.) (0–0, 0–0, 1–1) (h.u.: 0–1) | Szlovákia | ČEZ Aréna, Ostrava Nézőszám: 8812 |

| Jegyzőkönyv | Jegyzőkönyv   | Jegyzőkönyv                          | Jegyzőkönyv | Jegyzőkönyv                                                                          |
| --- | ------------- | ------------------------------------ | ----------- | ------------------------------------------------------------------------------------ |
| | Kevin Lalande | Kapusok                              | Ján Laco    | Játékvezetők: Timothy Mayer Vladimír Šindler Vonalbírók: Paul Carnathan Jimmy Dahmen |
| \| Sz. Kaszcicin (Kaljuzsni, A. Kaszcicin) – 51:27 \| 1–0 \| \| \| \| 1–1 \| 52:31 – Meszároš (Hudáček, Dravecký) \| \| \| 1–2 \| 61:55 – Meszároš (Jurčo, Tatar) \| |               |                                      |             | Játékvezetők: Timothy Mayer Vladimír Šindler Vonalbírók: Paul Carnathan Jimmy Dahmen |
| 8 perc | Büntetések    | 10 perc                              |             | Játékvezetők: Timothy Mayer Vladimír Šindler Vonalbírók: Paul Carnathan Jimmy Dahmen |
| 18 | Lövések       | 34                                   |             | Játékvezetők: Timothy Mayer Vladimír Šindler Vonalbírók: Paul Carnathan Jimmy Dahmen |
| Sz. Kaszcicin (Kaljuzsni, A. Kaszcicin) – 51:27 | 1–0           |                                      |             | Játékvezetők: Timothy Mayer Vladimír Šindler Vonalbírók: Paul Carnathan Jimmy Dahmen |
| | 1–1           | 52:31 – Meszároš (Hudáček, Dravecký) |             | Játékvezetők: Timothy Mayer Vladimír Šindler Vonalbírók: Paul Carnathan Jimmy Dahmen |
| | 1–2           | 61:55 – Meszároš (Jurčo, Tatar)      |             | Játékvezetők: Timothy Mayer Vladimír Šindler Vonalbírók: Paul Carnathan Jimmy Dahmen |

| 2015. május 3. 20:15 | Dánia | 0–3 (0–0, 0–3, 0–0) | Finnország | ČEZ Aréna, Ostrava Nézőszám: 8353 |

| Jegyzőkönyv | Jegyzőkönyv    | Jegyzőkönyv                              | Jegyzőkönyv | Jegyzőkönyv                                                                       |
| --- | -------------- | ---------------------------------------- | ----------- | --------------------------------------------------------------------------------- |
| | Sebastian Dahm | Kapusok                                  | Pekka Rinne | Játékvezetők: Mikael Nord Tobias Wehrli Vonalbírók: André Schrader Anton Semjonov |
| \| \| 0–1 \| 27:47 – Jokinen (Salmela, Donskoi) \| \| \| 0–2 \| 28:58 – Pesonen (Louhivaara, Kemppainen) \| \| \| 0–3 \| 35:56 – Barkov (Lindell, Jokinen) \| |                |                                          |             | Játékvezetők: Mikael Nord Tobias Wehrli Vonalbírók: André Schrader Anton Semjonov |
| 8 perc | Büntetések     | 2 perc                                   |             | Játékvezetők: Mikael Nord Tobias Wehrli Vonalbírók: André Schrader Anton Semjonov |
| 16 | Lövések        | 41                                       |             | Játékvezetők: Mikael Nord Tobias Wehrli Vonalbírók: André Schrader Anton Semjonov |
| | 0–1            | 27:47 – Jokinen (Salmela, Donskoi)       |             | Játékvezetők: Mikael Nord Tobias Wehrli Vonalbírók: André Schrader Anton Semjonov |
| | 0–2            | 28:58 – Pesonen (Louhivaara, Kemppainen) |             | Játékvezetők: Mikael Nord Tobias Wehrli Vonalbírók: André Schrader Anton Semjonov |
| | 0–3            | 35:56 – Barkov (Lindell, Jokinen)        |             | Játékvezetők: Mikael Nord Tobias Wehrli Vonalbírók: André Schrader Anton Semjonov |

| 2015. május 4. 16:15 | Oroszország | 2–4 (0–1, 1–1, 1–2) | Egyesült Államok | ČEZ Aréna, Ostrava Nézőszám: 8812 |

| Jegyzőkönyv | Jegyzőkönyv         | Jegyzőkönyv                       | Jegyzőkönyv   | Jegyzőkönyv                                                                                 |
| --- | ------------------- | --------------------------------- | ------------- | ------------------------------------------------------------------------------------------- |
| | Szergej Bobrovszkij | Kapusok                           | Jack Campbell | Játékvezetők: Marcus Vinnerborg Daniel Piechaczek Vonalbírók: Rudolf Tošenovjan Bevan Mills |
| \| \| 0–1 \| 06:22 – Lewis (Jones, Eichel) \| \| Belov (Panarin, Dadonov) – 23:40 \| 1–1 \| \| \| \| 1–2 \| 26:22 – Krug (Jones, Faulk) (PP2) \| \| \| 1–3 \| 51:52 – Arcobello (Vesey) \| \| Plotnyikov (Kulikov, Anyiszimov) – 56:19 \| 2–3 \| \| \| \| 2–4 \| 59:51 – Nelson (Lee) (ENG) \| |                     |                                   |               | Játékvezetők: Marcus Vinnerborg Daniel Piechaczek Vonalbírók: Rudolf Tošenovjan Bevan Mills |
| 6 perc | Büntetések          | 6 perc                            |               | Játékvezetők: Marcus Vinnerborg Daniel Piechaczek Vonalbírók: Rudolf Tošenovjan Bevan Mills |
| 17 | Lövések             | 20                                |               | Játékvezetők: Marcus Vinnerborg Daniel Piechaczek Vonalbírók: Rudolf Tošenovjan Bevan Mills |
| | 0–1                 | 06:22 – Lewis (Jones, Eichel)     |               | Játékvezetők: Marcus Vinnerborg Daniel Piechaczek Vonalbírók: Rudolf Tošenovjan Bevan Mills |
| Belov (Panarin, Dadonov) – 23:40 | 1–1                 |                                   |               | Játékvezetők: Marcus Vinnerborg Daniel Piechaczek Vonalbírók: Rudolf Tošenovjan Bevan Mills |
| | 1–2                 | 26:22 – Krug (Jones, Faulk) (PP2) |               | Játékvezetők: Marcus Vinnerborg Daniel Piechaczek Vonalbírók: Rudolf Tošenovjan Bevan Mills |
| | 1–3                 | 51:52 – Arcobello (Vesey)         |               |                                                                                             |
| Plotnyikov (Kulikov, Anyiszimov) – 56:19 | 2–3                 |                                   |               |                                                                                             |
| | 2–4                 | 59:51 – Nelson (Lee) (ENG)        |               |                                                                                             |

| 2015. május 4. 20:15 | Norvégia | 0–5 (0–1, 0–2, 0–2) | Finnország | ČEZ Aréna, Ostrava Nézőszám: 6634 |

| Jegyzőkönyv | Jegyzőkönyv | Jegyzőkönyv                                  | Jegyzőkönyv | Jegyzőkönyv                                                                   |
| --- | ----------- | -------------------------------------------- | ----------- | ----------------------------------------------------------------------------- |
| | Lars Volden | Kapusok                                      | Pekka Rinne | Játékvezetők: Timothy Mayer Tobias Bjork Vonalbírók: Jimmy Dahmen Vit Lederer |
| \| \| 0–1 \| 05:05 – Lindell (Jokinen, Barkov) (PP) \| \| \| 0–2 \| 28:39 – Kemppainen (Lindell, Aaltonen) (PP2) \| \| \| 0–3 \| 30:21 – Kemppainen (Lindell, Aaltonen) (PP2) \| \| \| 0–4 \| 51:15 – Jokipakka (Komarov, Kemppainen) \| \| \| 0–5 \| 52:11 – Jokinen (Salmela, Barkov) \| |             |                                              |             | Játékvezetők: Timothy Mayer Tobias Bjork Vonalbírók: Jimmy Dahmen Vit Lederer |
| 10 perc | Büntetések  | 12 perc                                      |             | Játékvezetők: Timothy Mayer Tobias Bjork Vonalbírók: Jimmy Dahmen Vit Lederer |
| 20 | Lövések     | 30                                           |             | Játékvezetők: Timothy Mayer Tobias Bjork Vonalbírók: Jimmy Dahmen Vit Lederer |
| | 0–1         | 05:05 – Lindell (Jokinen, Barkov) (PP)       |             | Játékvezetők: Timothy Mayer Tobias Bjork Vonalbírók: Jimmy Dahmen Vit Lederer |
| | 0–2         | 28:39 – Kemppainen (Lindell, Aaltonen) (PP2) |             | Játékvezetők: Timothy Mayer Tobias Bjork Vonalbírók: Jimmy Dahmen Vit Lederer |
| | 0–3         | 30:21 – Kemppainen (Lindell, Aaltonen) (PP2) |             | Játékvezetők: Timothy Mayer Tobias Bjork Vonalbírók: Jimmy Dahmen Vit Lederer |
| | 0–4         | 51:15 – Jokipakka (Komarov, Kemppainen)      |             |                                                                               |
| | 0–5         | 52:11 – Jokinen (Salmela, Barkov)            |             |                                                                               |

| 2015. május 5. 16:15 | Dánia | 1–5 (1–0, 0–3, 0–2) | Fehéroroszország | ČEZ Aréna, Ostrava Nézőszám: 4796 |

| Jegyzőkönyv | Jegyzőkönyv       | Jegyzőkönyv                                 | Jegyzőkönyv   | Jegyzőkönyv                                                                        |
| --- | ----------------- | ------------------------------------------- | ------------- | ---------------------------------------------------------------------------------- |
| | Patrick Galbraith | Kapusok                                     | Kevin Lalande | Játékvezetők: Daniel Stricker Jozef Kubuš Vonalbírók: Nicolas Fluri André Schrader |
| \| Jakobsen (Madsen, Hardt) – 13:38 \| 1–0 \| \| \| \| 1–1 \| 20:44 – Gavrusz (A. Kaszcicin, Kaljuzsni) \| \| \| 1–2 \| 27:27 – Kovirsin (Kulakov, Szcjapanav) \| \| \| 1–3 \| 29:35 – Sinkevics (Kaljuzsni, A. Kaszcicin) \| \| \| 1–4 \| 45:36 – Kovirsin (Kulakov, Sinkevics) \| \| \| 1–5 \| 54:44 – Vuszenka (Kitarav, Demkov) \| |                   |                                             |               | Játékvezetők: Daniel Stricker Jozef Kubuš Vonalbírók: Nicolas Fluri André Schrader |
| 18 perc | Büntetések        | 8 perc                                      |               | Játékvezetők: Daniel Stricker Jozef Kubuš Vonalbírók: Nicolas Fluri André Schrader |
| 26 | Lövések           | 35                                          |               | Játékvezetők: Daniel Stricker Jozef Kubuš Vonalbírók: Nicolas Fluri André Schrader |
| Jakobsen (Madsen, Hardt) – 13:38 | 1–0               |                                             |               | Játékvezetők: Daniel Stricker Jozef Kubuš Vonalbírók: Nicolas Fluri André Schrader |
| | 1–1               | 20:44 – Gavrusz (A. Kaszcicin, Kaljuzsni)   |               | Játékvezetők: Daniel Stricker Jozef Kubuš Vonalbírók: Nicolas Fluri André Schrader |
| | 1–2               | 27:27 – Kovirsin (Kulakov, Szcjapanav)      |               | Játékvezetők: Daniel Stricker Jozef Kubuš Vonalbírók: Nicolas Fluri André Schrader |
| | 1–3               | 29:35 – Sinkevics (Kaljuzsni, A. Kaszcicin) |               |                                                                                    |
| | 1–4               | 45:36 – Kovirsin (Kulakov, Sinkevics)       |               |                                                                                    |
| | 1–5               | 54:44 – Vuszenka (Kitarav, Demkov)          |               |                                                                                    |

| 2015. május 5. 20:15 | Szlovákia | 3–1 (0–1, 0–0, 3–0) | Szlovénia | ČEZ Aréna, Ostrava Nézőszám: 8812 |

| Jegyzőkönyv | Jegyzőkönyv | Jegyzőkönyv                            | Jegyzőkönyv    | Jegyzőkönyv                                                                               |
| --- | ----------- | -------------------------------------- | -------------- | ----------------------------------------------------------------------------------------- |
| | Ján Laco    | Kapusok                                | Robert Kristan | Játékvezetők: Konsztantyin Olenyin Roman Gofman Vonalbírók: Anton Semjonov Paul Carnathan |
| \| \| 0–1 \| 06:20 – Urbas (Kranjc, Kovačevič) (PP) \| \| Meszároš (Surový) (PP) – 47:57 \| 1–1 \| \| \| Gáborík (Hudáček, Surový) – 54:16 \| 2–1 \| \| \| Gáborík (ENG) – 59:59 \| 3–1 \| \| |             |                                        |                | Játékvezetők: Konsztantyin Olenyin Roman Gofman Vonalbírók: Anton Semjonov Paul Carnathan |
| 6 perc | Büntetések  | 12 perc                                |                | Játékvezetők: Konsztantyin Olenyin Roman Gofman Vonalbírók: Anton Semjonov Paul Carnathan |
| 33 | Lövések     | 23                                     |                | Játékvezetők: Konsztantyin Olenyin Roman Gofman Vonalbírók: Anton Semjonov Paul Carnathan |
| | 0–1         | 06:20 – Urbas (Kranjc, Kovačevič) (PP) |                | Játékvezetők: Konsztantyin Olenyin Roman Gofman Vonalbírók: Anton Semjonov Paul Carnathan |
| Meszároš (Surový) (PP) – 47:57 | 1–1         |                                        |                | Játékvezetők: Konsztantyin Olenyin Roman Gofman Vonalbírók: Anton Semjonov Paul Carnathan |
| Gáborík (Hudáček, Surový) – 54:16 | 2–1         |                                        |                | Játékvezetők: Konsztantyin Olenyin Roman Gofman Vonalbírók: Anton Semjonov Paul Carnathan |
| Gáborík (ENG) – 59:59 | 3–1         |                                        |                |                                                                                           |

| 2015. május 6. 16:15 | Oroszország | 5–2 (2–0, 1–1, 2–1) | Dánia | ČEZ Aréna, Ostrava Nézőszám: 7682 |

| Jegyzőkönyv | Jegyzőkönyv         | Jegyzőkönyv                         | Jegyzőkönyv    | Jegyzőkönyv                                                                     |
| --- | ------------------- | ----------------------------------- | -------------- | ------------------------------------------------------------------------------- |
| | Szergej Bobrovszkij | Kapusok                             | Sebastian Dahm | Játékvezetők: Timothy Mayer Tobias Bjork Vonalbírók: Bevan Mills Anton Semjonov |
| \| Panarin (Dadonov, Sipacsov) (PP) – 10:53 \| 1–0 \| \| \| Mozjakin (Malkin) – 13:17 \| 2–0 \| \| \| \| 2–1 \| 29:35 – Green (Spelling, Lauridsen) \| \| Dadonov (Medvegyev, Csudinov) (PP) – 38:45 \| 3–1 \| \| \| \| 3–2 \| 49:36 – Spelling (PP) \| \| Mozjakin (Kuljomin, Malkin) – 57:03 \| 4–2 \| \| \| Taraszenko (Antyipin, Plotnyikov) – 57:51 \| 5–2 \| \| |                     |                                     |                | Játékvezetők: Timothy Mayer Tobias Bjork Vonalbírók: Bevan Mills Anton Semjonov |
| 12 perc | Büntetések          | 10 perc                             |                | Játékvezetők: Timothy Mayer Tobias Bjork Vonalbírók: Bevan Mills Anton Semjonov |
| 33 | Lövések             | 20                                  |                | Játékvezetők: Timothy Mayer Tobias Bjork Vonalbírók: Bevan Mills Anton Semjonov |
| Panarin (Dadonov, Sipacsov) (PP) – 10:53 | 1–0                 |                                     |                | Játékvezetők: Timothy Mayer Tobias Bjork Vonalbírók: Bevan Mills Anton Semjonov |
| Mozjakin (Malkin) – 13:17 | 2–0                 |                                     |                | Játékvezetők: Timothy Mayer Tobias Bjork Vonalbírók: Bevan Mills Anton Semjonov |
| | 2–1                 | 29:35 – Green (Spelling, Lauridsen) |                | Játékvezetők: Timothy Mayer Tobias Bjork Vonalbírók: Bevan Mills Anton Semjonov |
| Dadonov (Medvegyev, Csudinov) (PP) – 38:45 | 3–1                 |                                     |                |                                                                                 |
| | 3–2                 | 49:36 – Spelling (PP)               |                |                                                                                 |
| Mozjakin (Kuljomin, Malkin) – 57:03 | 4–2                 |                                     |                |                                                                                 |
| Taraszenko (Antyipin, Plotnyikov) – 57:51 | 5–2                 |                                     |                |                                                                                 |

| 2015. május 6. 20:15 | Szlovákia | 2–3 (1–0, 1–2, 0–1) | Norvégia | ČEZ Aréna, Ostrava Nézőszám: 8812 |

| Jegyzőkönyv | Jegyzőkönyv | Jegyzőkönyv                             | Jegyzőkönyv | Jegyzőkönyv                                                                                |
| --- | ----------- | --------------------------------------- | ----------- | ------------------------------------------------------------------------------------------ |
| | Ján Laco    | Kapusok                                 | Lars Haugen | Játékvezetők: Daniel Stricker Marcus Vinnerborg Vonalbírók: Jimmy Dahmen Rudolf Tošenovjan |
| \| Surový (Gáborík, Hudáček) (PP) – 18:03 \| 1–0 \| \| \| Ďaloga (Mikuš, Tatar) – 21:29 \| 2–0 \| \| \| \| 2–1 \| 25:40 – Nørstebø (Holøs, M. Olimb) (PP) \| \| \| 2–2 \| 35:30 – Rosseli Olsen (Ask, Martinsen) \| \| \| 2–3 \| 41:56 – Nørstebø (Thoresen, Holøs) (PP) \| |             |                                         |             | Játékvezetők: Daniel Stricker Marcus Vinnerborg Vonalbírók: Jimmy Dahmen Rudolf Tošenovjan |
| 45 perc | Büntetések  | 10 perc                                 |             | Játékvezetők: Daniel Stricker Marcus Vinnerborg Vonalbírók: Jimmy Dahmen Rudolf Tošenovjan |
| 24 | Lövések     | 23                                      |             | Játékvezetők: Daniel Stricker Marcus Vinnerborg Vonalbírók: Jimmy Dahmen Rudolf Tošenovjan |
| Surový (Gáborík, Hudáček) (PP) – 18:03 | 1–0         |                                         |             | Játékvezetők: Daniel Stricker Marcus Vinnerborg Vonalbírók: Jimmy Dahmen Rudolf Tošenovjan |
| Ďaloga (Mikuš, Tatar) – 21:29 | 2–0         |                                         |             | Játékvezetők: Daniel Stricker Marcus Vinnerborg Vonalbírók: Jimmy Dahmen Rudolf Tošenovjan |
| | 2–1         | 25:40 – Nørstebø (Holøs, M. Olimb) (PP) |             | Játékvezetők: Daniel Stricker Marcus Vinnerborg Vonalbírók: Jimmy Dahmen Rudolf Tošenovjan |
| | 2–2         | 35:30 – Rosseli Olsen (Ask, Martinsen)  |             |                                                                                            |
| | 2–3         | 41:56 – Nørstebø (Thoresen, Holøs) (PP) |             |                                                                                            |

| 2015. május 7. 16:15 | Egyesült Államok | 2–5 (0–0, 1–3, 1–2) | Fehéroroszország | ČEZ Aréna, Ostrava Nézőszám: 6648 |

| Jegyzőkönyv | Jegyzőkönyv   | Jegyzőkönyv                                      | Jegyzőkönyv   | Jegyzőkönyv                                                                            |
| --- | ------------- | ------------------------------------------------ | ------------- | -------------------------------------------------------------------------------------- |
| | Jack Campbell | Kapusok                                          | Kevin Lalande | Játékvezetők: Konsztantyin Olenyin Roman Gofman Vonalbírók: Vit Lederer André Schrader |
| \| \| 0–1 \| 31:11 – Gavrusz (Liszovec, Sinkevics) \| \| \| 0–2 \| 33:01 – Volkav (Sz. Kaszcicin) \| \| \| 0–3 \| 36:06 – Kitarav (Sz. Kaszcicin) \| \| Nelson (Eichel) – 37:21 \| 1–3 \| \| \| \| 1–4 \| 41:15 – Kaljuzsni (A. Kaszcicin, Vuszenka) (PP2) \| \| Krug (Eichel, Lewis) (PP) – 45:35 \| 2–4 \| \| \| \| 2–5 \| 48:23 – Kaljuzsni (A. Kaszcicin, Liszovec) \| |               |                                                  |               | Játékvezetők: Konsztantyin Olenyin Roman Gofman Vonalbírók: Vit Lederer André Schrader |
| 8 perc | Büntetések    | 10 perc                                          |               | Játékvezetők: Konsztantyin Olenyin Roman Gofman Vonalbírók: Vit Lederer André Schrader |
| 30 | Lövések       | 23                                               |               | Játékvezetők: Konsztantyin Olenyin Roman Gofman Vonalbírók: Vit Lederer André Schrader |
| | 0–1           | 31:11 – Gavrusz (Liszovec, Sinkevics)            |               | Játékvezetők: Konsztantyin Olenyin Roman Gofman Vonalbírók: Vit Lederer André Schrader |
| | 0–2           | 33:01 – Volkav (Sz. Kaszcicin)                   |               | Játékvezetők: Konsztantyin Olenyin Roman Gofman Vonalbírók: Vit Lederer André Schrader |
| | 0–3           | 36:06 – Kitarav (Sz. Kaszcicin)                  |               | Játékvezetők: Konsztantyin Olenyin Roman Gofman Vonalbírók: Vit Lederer André Schrader |
| Nelson (Eichel) – 37:21 | 1–3           |                                                  |               |                                                                                        |
| | 1–4           | 41:15 – Kaljuzsni (A. Kaszcicin, Vuszenka) (PP2) |               |                                                                                        |
| Krug (Eichel, Lewis) (PP) – 45:35 | 2–4           |                                                  |               |                                                                                        |
| | 2–5           | 48:23 – Kaljuzsni (A. Kaszcicin, Liszovec)       |               |                                                                                        |

| 2015. május 7. 20:15 | Finnország | 4–0 (2–0, 2–0, 0–0) | Szlovénia | ČEZ Aréna, Ostrava Nézőszám: 6450 |

| Jegyzőkönyv | Jegyzőkönyv | Jegyzőkönyv | Jegyzőkönyv    | Jegyzőkönyv                                                                          |
| --- | ----------- | ----------- | -------------- | ------------------------------------------------------------------------------------ |
| | Pekka Rinne | Kapusok     | Gašper Krošelj | Játékvezetők: Jozef Kubuš Daniel Piechaczek Vonalbírók: Nicolas Fluri Paul Carnathan |
| \| Komarov (Pesonen, Kemppainen) – 05:53 \| 1–0 \| \| \| Kontiola – 06:34 \| 2–0 \| \| \| Barkov (Donskoi, Jokinen) – 21:19 \| 3–0 \| \| \| Kemppainen (Ruutu, Aaltonen) (PP) – 35:57 \| 4–0 \| \| |             |             |                | Játékvezetők: Jozef Kubuš Daniel Piechaczek Vonalbírók: Nicolas Fluri Paul Carnathan |
| 4 perc | Büntetések  | 6 perc      |                | Játékvezetők: Jozef Kubuš Daniel Piechaczek Vonalbírók: Nicolas Fluri Paul Carnathan |
| 33 | Lövések     | 13          |                | Játékvezetők: Jozef Kubuš Daniel Piechaczek Vonalbírók: Nicolas Fluri Paul Carnathan |
| Komarov (Pesonen, Kemppainen) – 05:53 | 1–0         |             |                | Játékvezetők: Jozef Kubuš Daniel Piechaczek Vonalbírók: Nicolas Fluri Paul Carnathan |
| Kontiola – 06:34 | 2–0         |             |                | Játékvezetők: Jozef Kubuš Daniel Piechaczek Vonalbírók: Nicolas Fluri Paul Carnathan |
| Barkov (Donskoi, Jokinen) – 21:19 | 3–0         |             |                | Játékvezetők: Jozef Kubuš Daniel Piechaczek Vonalbírók: Nicolas Fluri Paul Carnathan |
| Kemppainen (Ruutu, Aaltonen) (PP) – 35:57 | 4–0         |             |                |                                                                                      |

| 2015. május 8. 16:15 | Szlovénia | 1–3 (0–1, 1–2, 0–0) | Norvégia | ČEZ Aréna, Ostrava Nézőszám: 8812 |

| Jegyzőkönyv | Jegyzőkönyv    | Jegyzőkönyv                               | Jegyzőkönyv | Jegyzőkönyv                                                                             |
| --- | -------------- | ----------------------------------------- | ----------- | --------------------------------------------------------------------------------------- |
| | Robert Kristan | Kapusok                                   | Lars Haugen | Játékvezetők: Daniel Stricker Marcus Vinnerborg Vonalbírók: Jimmy Dahmen Anton Semjonov |
| \| \| 0–1 \| Thoresen (M. Olimb, Holøs) (PP) – 08:23 \| \| Muršak (Kopitar, Kranjc) – 20:15 \| 1–1 \| \| \| \| 1–2 \| Bastiansen(K. Olimb, Sørvik) (PP) – 23:46 \| \| \| 1–3 \| Holøs (M. Olimb, Thoresen) (PP) – 38:49 \| |                |                                           |             | Játékvezetők: Daniel Stricker Marcus Vinnerborg Vonalbírók: Jimmy Dahmen Anton Semjonov |
| 10 perc | Büntetések     | 4 perc                                    |             | Játékvezetők: Daniel Stricker Marcus Vinnerborg Vonalbírók: Jimmy Dahmen Anton Semjonov |
| 18 | Lövések        | 24                                        |             | Játékvezetők: Daniel Stricker Marcus Vinnerborg Vonalbírók: Jimmy Dahmen Anton Semjonov |
| | 0–1            | Thoresen (M. Olimb, Holøs) (PP) – 08:23   |             | Játékvezetők: Daniel Stricker Marcus Vinnerborg Vonalbírók: Jimmy Dahmen Anton Semjonov |
| Muršak (Kopitar, Kranjc) – 20:15 | 1–1            |                                           |             | Játékvezetők: Daniel Stricker Marcus Vinnerborg Vonalbírók: Jimmy Dahmen Anton Semjonov |
| | 1–2            | Bastiansen(K. Olimb, Sørvik) (PP) – 23:46 |             | Játékvezetők: Daniel Stricker Marcus Vinnerborg Vonalbírók: Jimmy Dahmen Anton Semjonov |
| | 1–3            | Holøs (M. Olimb, Thoresen) (PP) – 38:49   |             |                                                                                         |

| 2015. május 8. 20:15 | Egyesült Államok | 1–0 (0–0, 1–0, 0–0) | Dánia | ČEZ Aréna, Ostrava Nézőszám: 8812 |

| Jegyzőkönyv                    | Jegyzőkönyv       | Jegyzőkönyv | Jegyzőkönyv    | Jegyzőkönyv                                                                              |
| ------------------------------ | ----------------- | ----------- | -------------- | ---------------------------------------------------------------------------------------- |
|                                | Connor Hellebuyck | Kapusok     | Sebastian Dahm | Játékvezetők: Pavel Hodek Konsztantyin Olenyin Vonalbírók: Rudolf Tošenovjan Bevan Mills |
| \| Nelson – 27:54 \| 1–0 \| \| |                   |             |                | Játékvezetők: Pavel Hodek Konsztantyin Olenyin Vonalbírók: Rudolf Tošenovjan Bevan Mills |
| 6 perc                         | Büntetések        | 6 perc      |                | Játékvezetők: Pavel Hodek Konsztantyin Olenyin Vonalbírók: Rudolf Tošenovjan Bevan Mills |
| 41                             | Lövések           | 21          |                | Játékvezetők: Pavel Hodek Konsztantyin Olenyin Vonalbírók: Rudolf Tošenovjan Bevan Mills |
| Nelson – 27:54                 | 1–0               |             |                | Játékvezetők: Pavel Hodek Konsztantyin Olenyin Vonalbírók: Rudolf Tošenovjan Bevan Mills |

| 2015. május 9. 12:15 | Fehéroroszország | 0–7 (0–1, 0–3, 0–3) | Oroszország | ČEZ Aréna, Ostrava Nézőszám: 8363 |

| Jegyzőkönyv | Jegyzőkönyv               | Jegyzőkönyv                                | Jegyzőkönyv                       | Jegyzőkönyv                                                                            |
| --- | ------------------------- | ------------------------------------------ | --------------------------------- | -------------------------------------------------------------------------------------- |
| | Kevin Lalande Ihar Brikun | Kapusok                                    | Szergej Bobrovszkij Anton Hudobin | Játékvezetők: Daniel Stricker Daniel Piechaczek Vonalbírók: Jimmy Dahmen Nicolas Fluri |
| \| \| 0–1 \| 09:53 – Kovalcsuk (Kuljomin, Anyiszimov) \| \| \| 0–2 \| 21:33 – Taraszenko (Anisimov, Medvegyev) \| \| \| 0–3 \| 29:24 – Sipacsov (Panarin, Dadonov) \| \| \| 0–4 \| 32:22 – Panarin (Sipacsov, Mironov) \| \| \| 0–5 \| 42:51 – Sirokov (PS) \| \| \| 0–6 \| 44:49 – Dadonov (Malkin, Kovalcsuk) (PP) \| \| \| 0–7 \| 51:04 – Malkin (Taraszenko, Mozjakin) (PP) \| |                           |                                            |                                   | Játékvezetők: Daniel Stricker Daniel Piechaczek Vonalbírók: Jimmy Dahmen Nicolas Fluri |
| 18 perc | Büntetések                | 4 perc                                     |                                   | Játékvezetők: Daniel Stricker Daniel Piechaczek Vonalbírók: Jimmy Dahmen Nicolas Fluri |
| 13 | Lövések                   | 32                                         |                                   | Játékvezetők: Daniel Stricker Daniel Piechaczek Vonalbírók: Jimmy Dahmen Nicolas Fluri |
| | 0–1                       | 09:53 – Kovalcsuk (Kuljomin, Anyiszimov)   |                                   | Játékvezetők: Daniel Stricker Daniel Piechaczek Vonalbírók: Jimmy Dahmen Nicolas Fluri |
| | 0–2                       | 21:33 – Taraszenko (Anisimov, Medvegyev)   |                                   | Játékvezetők: Daniel Stricker Daniel Piechaczek Vonalbírók: Jimmy Dahmen Nicolas Fluri |
| | 0–3                       | 29:24 – Sipacsov (Panarin, Dadonov)        |                                   | Játékvezetők: Daniel Stricker Daniel Piechaczek Vonalbírók: Jimmy Dahmen Nicolas Fluri |
| | 0–4                       | 32:22 – Panarin (Sipacsov, Mironov)        |                                   |                                                                                        |
| | 0–5                       | 42:51 – Sirokov (PS)                       |                                   |                                                                                        |
| | 0–6                       | 44:49 – Dadonov (Malkin, Kovalcsuk) (PP)   |                                   |                                                                                        |
| | 0–7                       | 51:04 – Malkin (Taraszenko, Mozjakin) (PP) |                                   |                                                                                        |

| 2015. május 9. 16:15 | Finnország | 3–0 (0–0, 0–0, 3–0) | Szlovákia | ČEZ Aréna, Ostrava Nézőszám: 8812 |

| Jegyzőkönyv | Jegyzőkönyv | Jegyzőkönyv | Jegyzőkönyv | Jegyzőkönyv                                                                                 |
| --- | ----------- | ----------- | ----------- | ------------------------------------------------------------------------------------------- |
| | Juuse Saros | Kapusok     | Ján Laco    | Játékvezetők: Marcus Vinnerborg Konsztantyin Olenyin Vonalbírók: Bevan Mills Paul Carnathan |
| \| Donskoi (Lindell, Jokinen) – 50:28 \| 1–0 \| \| \| Aaltonen (Pesonen, Kemppainen) – 55:33 \| 2–0 \| \| \| Komarov (ENG) – 59:53 \| 3–0 \| \| |             |             |             | Játékvezetők: Marcus Vinnerborg Konsztantyin Olenyin Vonalbírók: Bevan Mills Paul Carnathan |
| 8 perc | Büntetések  | 10 perc     |             | Játékvezetők: Marcus Vinnerborg Konsztantyin Olenyin Vonalbírók: Bevan Mills Paul Carnathan |
| 31 | Lövések     | 22          |             | Játékvezetők: Marcus Vinnerborg Konsztantyin Olenyin Vonalbírók: Bevan Mills Paul Carnathan |
| Donskoi (Lindell, Jokinen) – 50:28 | 1–0         |             |             | Játékvezetők: Marcus Vinnerborg Konsztantyin Olenyin Vonalbírók: Bevan Mills Paul Carnathan |
| Aaltonen (Pesonen, Kemppainen) – 55:33 | 2–0         |             |             | Játékvezetők: Marcus Vinnerborg Konsztantyin Olenyin Vonalbírók: Bevan Mills Paul Carnathan |
| Komarov (ENG) – 59:53 | 3–0         |             |             | Játékvezetők: Marcus Vinnerborg Konsztantyin Olenyin Vonalbírók: Bevan Mills Paul Carnathan |

| 2015. május 9. 20:15 | Dánia | 4–1 (2–1, 1–0, 1–0) | Norvégia | ČEZ Aréna, Ostrava Nézőszám: 7316 |

| Jegyzőkönyv | Jegyzőkönyv    | Jegyzőkönyv                         | Jegyzőkönyv | Jegyzőkönyv                                                                                 |
| --- | -------------- | ----------------------------------- | ----------- | ------------------------------------------------------------------------------------------- |
| | Sebastian Dahm | Kapusok                             | Lars Haugen | Játékvezetők: Marcus Vinnerborg Konsztantyin Olenyin Vonalbírók: Bevan Mills Paul Carnathan |
| \| Jensen (Poulsen) – 01:51 \| 1–0 \| \| \| \| 1–1 \| 03:18 – K. Olimb (Olsen, Bonsaksen) \| \| Nielsen (Jakobsen, Madsen) (PP) – 19:36 \| 2–1 \| \| \| Storm (Jensen, Nielsen) (PP) – 33:01 \| 3–1 \| \| \| Jakobsen (Hardt, Madsen) – 51:36 \| 4–1 \| \| |                |                                     |             | Játékvezetők: Marcus Vinnerborg Konsztantyin Olenyin Vonalbírók: Bevan Mills Paul Carnathan |
| 8 perc | Büntetések     | 8 perc                              |             | Játékvezetők: Marcus Vinnerborg Konsztantyin Olenyin Vonalbírók: Bevan Mills Paul Carnathan |
| 19 | Lövések        | 25                                  |             | Játékvezetők: Marcus Vinnerborg Konsztantyin Olenyin Vonalbírók: Bevan Mills Paul Carnathan |
| Jensen (Poulsen) – 01:51 | 1–0            |                                     |             | Játékvezetők: Marcus Vinnerborg Konsztantyin Olenyin Vonalbírók: Bevan Mills Paul Carnathan |
| | 1–1            | 03:18 – K. Olimb (Olsen, Bonsaksen) |             | Játékvezetők: Marcus Vinnerborg Konsztantyin Olenyin Vonalbírók: Bevan Mills Paul Carnathan |
| Nielsen (Jakobsen, Madsen) (PP) – 19:36 | 2–1            |                                     |             | Játékvezetők: Marcus Vinnerborg Konsztantyin Olenyin Vonalbírók: Bevan Mills Paul Carnathan |
| Storm (Jensen, Nielsen) (PP) – 33:01 | 3–1            |                                     |             |                                                                                             |
| Jakobsen (Hardt, Madsen) – 51:36 | 4–1            |                                     |             |                                                                                             |

| 2015. május 10. 16:15 | Szlovénia | 1–3 (0–2, 1–0, 0–1) | Egyesült Államok | ČEZ Aréna, Ostrava Nézőszám: 8202 |

| Jegyzőkönyv | Jegyzőkönyv    | Jegyzőkönyv                        | Jegyzőkönyv       | Jegyzőkönyv                                                                            |
| --- | -------------- | ---------------------------------- | ----------------- | -------------------------------------------------------------------------------------- |
| | Robert Kristan | Kapusok                            | Connor Hellebuyck | Játékvezetők: Aleksi Rantala Roman Gofman Vonalbírók: Rudolf Tošenovjan Anton Semjonov |
| \| \| 0–1 \| 04:17 – Nelson (Reilly, Lewis) \| \| \| 0–2 \| 16:32 – Nelson (Lewis, Faulk) (PP) \| \| Mušič (Ograjenšek, Pretnar) – 26:54 \| 1–2 \| \| \| \| 1–3 \| 41:09 – Eichel (Nelson, Lewis) \| |                |                                    |                   | Játékvezetők: Aleksi Rantala Roman Gofman Vonalbírók: Rudolf Tošenovjan Anton Semjonov |
| 4 perc | Büntetések     | 6 perc                             |                   | Játékvezetők: Aleksi Rantala Roman Gofman Vonalbírók: Rudolf Tošenovjan Anton Semjonov |
| 22 | Lövések        | 17                                 |                   | Játékvezetők: Aleksi Rantala Roman Gofman Vonalbírók: Rudolf Tošenovjan Anton Semjonov |
| | 0–1            | 04:17 – Nelson (Reilly, Lewis)     |                   | Játékvezetők: Aleksi Rantala Roman Gofman Vonalbírók: Rudolf Tošenovjan Anton Semjonov |
| | 0–2            | 16:32 – Nelson (Lewis, Faulk) (PP) |                   | Játékvezetők: Aleksi Rantala Roman Gofman Vonalbírók: Rudolf Tošenovjan Anton Semjonov |
| Mušič (Ograjenšek, Pretnar) – 26:54 | 1–2            |                                    |                   | Játékvezetők: Aleksi Rantala Roman Gofman Vonalbírók: Rudolf Tošenovjan Anton Semjonov |
| | 1–3            | 41:09 – Eichel (Nelson, Lewis)     |                   |                                                                                        |

| 2015. május 10. 20:15 | Szlovákia | 2–3 (h.u.) (1–0, 0–1, 1–1) (h.u.: 0–1) | Oroszország | ČEZ Aréna, Ostrava Nézőszám: 8812 |

| Jegyzőkönyv | Jegyzőkönyv    | Jegyzőkönyv                                | Jegyzőkönyv         | Jegyzőkönyv                                                                      |
| --- | -------------- | ------------------------------------------ | ------------------- | -------------------------------------------------------------------------------- |
| | Július Hudáček | Kapusok                                    | Szergej Bobrovszkij | Játékvezetők: Pavel Hodek Vladimír Šindler Vonalbírók: Nicolas Fluri Vit Lederer |
| \| Kopecký (Pánik, Dravecký) – 05:58 \| 1–0 \| \| \| \| 1–1 \| 27:07 – Mozjakin (Csudinov, Kuljomin) (PP) \| \| \| 1–2 \| 41:10 – Taraszenko (Antyipin) \| \| Gáborík (Hudáček) – 47:05 \| 2–2 \| \| \| \| 2–3 \| 62:06 – Panarin \| |                |                                            |                     | Játékvezetők: Pavel Hodek Vladimír Šindler Vonalbírók: Nicolas Fluri Vit Lederer |
| 4 perc | Büntetések     | 2 perc                                     |                     | Játékvezetők: Pavel Hodek Vladimír Šindler Vonalbírók: Nicolas Fluri Vit Lederer |
| 22 | Lövések        | 32                                         |                     | Játékvezetők: Pavel Hodek Vladimír Šindler Vonalbírók: Nicolas Fluri Vit Lederer |
| Kopecký (Pánik, Dravecký) – 05:58 | 1–0            |                                            |                     | Játékvezetők: Pavel Hodek Vladimír Šindler Vonalbírók: Nicolas Fluri Vit Lederer |
| | 1–1            | 27:07 – Mozjakin (Csudinov, Kuljomin) (PP) |                     | Játékvezetők: Pavel Hodek Vladimír Šindler Vonalbírók: Nicolas Fluri Vit Lederer |
| | 1–2            | 41:10 – Taraszenko (Antyipin)              |                     | Játékvezetők: Pavel Hodek Vladimír Šindler Vonalbírók: Nicolas Fluri Vit Lederer |
| Gáborík (Hudáček) – 47:05 | 2–2            |                                            |                     |                                                                                  |
| | 2–3            | 62:06 – Panarin                            |                     |                                                                                  |

| 2015. május 11. 16:15 | Finnország | 3–2 (sz.) (0–0, 0–0, 2–2) (h.u.: 0–0) (sz.: 1–0) | Fehéroroszország | ČEZ Aréna, Ostrava Nézőszám: 8812 |

| Jegyzőkönyv | Jegyzőkönyv | Jegyzőkönyv                            | Jegyzőkönyv  | Jegyzőkönyv                                                                              |
| --- | ----------- | -------------------------------------- | ------------ | ---------------------------------------------------------------------------------------- |
| | Pekka Rinne | Kapusok                                | Vitali Koval | Játékvezetők: Daniel Stricker Tobias Wehrli Vonalbírók: Rudolf Tošenovjan Anton Semjonov |
| \| \| 0–1 \| 45:09 – Kavirsin (Szcjapanav, Kulakov) \| \| Donskoi (Lindell, Jokinen) (PP) – 51:57 \| 1–1 \| \| \| Hartikainen (Jaakola, Kemppainen) – 52:51 \| 2–1 \| \| \| \| 2–2 \| 59:29 – Kaljuzsni (Sz. Kaszcicin) (EA) \| |             |                                        |              | Játékvezetők: Daniel Stricker Tobias Wehrli Vonalbírók: Rudolf Tošenovjan Anton Semjonov |
| Immonen Donskoi Jokinen | Szétlövés   | A. Kaszcicin Szcjapanav                |              | Játékvezetők: Daniel Stricker Tobias Wehrli Vonalbírók: Rudolf Tošenovjan Anton Semjonov |
| 8 perc | Büntetések  | 6 perc                                 |              | Játékvezetők: Daniel Stricker Tobias Wehrli Vonalbírók: Rudolf Tošenovjan Anton Semjonov |
| 26 | Lövések     | 25                                     |              | Játékvezetők: Daniel Stricker Tobias Wehrli Vonalbírók: Rudolf Tošenovjan Anton Semjonov |
| | 0–1         | 45:09 – Kavirsin (Szcjapanav, Kulakov) |              | Játékvezetők: Daniel Stricker Tobias Wehrli Vonalbírók: Rudolf Tošenovjan Anton Semjonov |
| Donskoi (Lindell, Jokinen) (PP) – 51:57 | 1–1         |                                        |              | Játékvezetők: Daniel Stricker Tobias Wehrli Vonalbírók: Rudolf Tošenovjan Anton Semjonov |
| Hartikainen (Jaakola, Kemppainen) – 52:51 | 2–1         |                                        |              |                                                                                          |
| | 2–2         | 59:29 – Kaljuzsni (Sz. Kaszcicin) (EA) |              |                                                                                          |

| 2015. május 11. 20:15 | Szlovénia | 1–0 (1–0, 0–0, 0–0) | Dánia | ČEZ Aréna, Ostrava Nézőszám: 6768 |

| Jegyzőkönyv                                        | Jegyzőkönyv    | Jegyzőkönyv | Jegyzőkönyv    | Jegyzőkönyv                                                                                |
| -------------------------------------------------- | -------------- | ----------- | -------------- | ------------------------------------------------------------------------------------------ |
|                                                    | Gašper Krošelj | Kapusok     | Sebastian Dahm | Játékvezetők: Marcus Vinnerborg Vladimír Šindler Vonalbírók: Paul Carnathan André Schrader |
| \| Pance (Kovačevič, Kopitar) – 10:00 \| 1–0 \| \| |                |             |                | Játékvezetők: Marcus Vinnerborg Vladimír Šindler Vonalbírók: Paul Carnathan André Schrader |
| 2 perc                                             | Büntetések     | 2 perc      |                | Játékvezetők: Marcus Vinnerborg Vladimír Šindler Vonalbírók: Paul Carnathan André Schrader |
| 21                                                 | Lövések        | 24          |                | Játékvezetők: Marcus Vinnerborg Vladimír Šindler Vonalbírók: Paul Carnathan André Schrader |
| Pance (Kovačevič, Kopitar) – 10:00                 | 1–0            |             |                | Játékvezetők: Marcus Vinnerborg Vladimír Šindler Vonalbírók: Paul Carnathan André Schrader |

| 2015. május 12. 12:15 | Norvégia | 2–3 (0–1, 1–2, 1–0) | Fehéroroszország | ČEZ Aréna, Ostrava Nézőszám: 8812 |

| Jegyzőkönyv | Jegyzőkönyv | Jegyzőkönyv                                          | Jegyzőkönyv   | Jegyzőkönyv                                                                        |
| --- | ----------- | ---------------------------------------------------- | ------------- | ---------------------------------------------------------------------------------- |
| | Lars Haugen | Kapusok                                              | Kevin Lalande | Játékvezetők: Pavel Hodek Marcus Vinnerborg Vonalbírók: Bevan Mills Paul Carnathan |
| \| \| 0–1 \| 07:29 – Kaljuzsni (Sz. Kaszcicin, A. Kaszcicin) (PP) \| \| \| 0–2 \| 29:01 – Korobov (Sz. Kaszcicin, Kaljuzsni) (PP) \| \| \| 0–3 \| 32:03 – A. Kaszcicin(Kaljuzsni, Szcjapanav) (PP) \| \| Thoresen (M. Olimb, Holøs) – 32:20 \| 1–3 \| \| \| Nørstebø (M. Olimb, Thoresen) – 45:13 \| 2–3 \| \| |             |                                                      |               | Játékvezetők: Pavel Hodek Marcus Vinnerborg Vonalbírók: Bevan Mills Paul Carnathan |
| 16 perc | Büntetések  | 10 perc                                              |               | Játékvezetők: Pavel Hodek Marcus Vinnerborg Vonalbírók: Bevan Mills Paul Carnathan |
| 24 | Lövések     | 17                                                   |               | Játékvezetők: Pavel Hodek Marcus Vinnerborg Vonalbírók: Bevan Mills Paul Carnathan |
| | 0–1         | 07:29 – Kaljuzsni (Sz. Kaszcicin, A. Kaszcicin) (PP) |               | Játékvezetők: Pavel Hodek Marcus Vinnerborg Vonalbírók: Bevan Mills Paul Carnathan |
| | 0–2         | 29:01 – Korobov (Sz. Kaszcicin, Kaljuzsni) (PP)      |               | Játékvezetők: Pavel Hodek Marcus Vinnerborg Vonalbírók: Bevan Mills Paul Carnathan |
| | 0–3         | 32:03 – A. Kaszcicin(Kaljuzsni, Szcjapanav) (PP)     |               | Játékvezetők: Pavel Hodek Marcus Vinnerborg Vonalbírók: Bevan Mills Paul Carnathan |
| Thoresen (M. Olimb, Holøs) – 32:20 | 1–3         |                                                      |               |                                                                                    |
| Nørstebø (M. Olimb, Thoresen) – 45:13 | 2–3         |                                                      |               |                                                                                    |

| 2015. május 12. 16:15 | Egyesült Államok | 5–4 (h.u.) (2–0, 2–4, 0–0) (h.u.: 1–0) | Szlovákia | ČEZ Aréna, Ostrava Nézőszám: 8812 |

| Jegyzőkönyv | Jegyzőkönyv       | Jegyzőkönyv                               | Jegyzőkönyv             | Jegyzőkönyv                                                                          |
| --- | ----------------- | ----------------------------------------- | ----------------------- | ------------------------------------------------------------------------------------ |
| | Connor Hellebuyck | Kapusok                                   | Ján Laco Július Hudáček | Játékvezetők: Tobias Wehrli Daniel Piechaczek Vonalbírók: Jimmy Dahmen Nicolas Fluri |
| \| Smith (Moore, Arcobello) – 02:36 \| 1–0 \| \| \| Jones (Eichel, Lewis) (PP) – 04:11 \| 2–0 \| \| \| Lee (Faulk, Bonino) – 20:27 \| 3–0 \| \| \| \| 3–1 \| 26:29 – Gáborík (Dravecký, Meszároš) (PP) \| \| \| 3–2 \| 30:36 – Jánošík (Gáborík, Sersen) \| \| \| 3–3 \| 36:27 – Dravecký (Ďaloga, Kopecký) \| \| \| 3–4 \| 38:22 – Bartovič (Graňák) \| \| Coyle (Redmond, Lee) – 39:08 \| 4–4 \| \| \| Eichel – 64:32 \| 5–4 \| \| |                   |                                           |                         | Játékvezetők: Tobias Wehrli Daniel Piechaczek Vonalbírók: Jimmy Dahmen Nicolas Fluri |
| 10 perc | Büntetések        | 12 perc                                   |                         | Játékvezetők: Tobias Wehrli Daniel Piechaczek Vonalbírók: Jimmy Dahmen Nicolas Fluri |
| 34 | Lövések           | 25                                        |                         | Játékvezetők: Tobias Wehrli Daniel Piechaczek Vonalbírók: Jimmy Dahmen Nicolas Fluri |
| Smith (Moore, Arcobello) – 02:36 | 1–0               |                                           |                         | Játékvezetők: Tobias Wehrli Daniel Piechaczek Vonalbírók: Jimmy Dahmen Nicolas Fluri |
| Jones (Eichel, Lewis) (PP) – 04:11 | 2–0               |                                           |                         | Játékvezetők: Tobias Wehrli Daniel Piechaczek Vonalbírók: Jimmy Dahmen Nicolas Fluri |
| Lee (Faulk, Bonino) – 20:27 | 3–0               |                                           |                         | Játékvezetők: Tobias Wehrli Daniel Piechaczek Vonalbírók: Jimmy Dahmen Nicolas Fluri |
| | 3–1               | 26:29 – Gáborík (Dravecký, Meszároš) (PP) |                         |                                                                                      |
| | 3–2               | 30:36 – Jánošík (Gáborík, Sersen)         |                         |                                                                                      |
| | 3–3               | 36:27 – Dravecký (Ďaloga, Kopecký)        |                         |                                                                                      |
| | 3–4               | 38:22 – Bartovič (Graňák)                 |                         |                                                                                      |
| Coyle (Redmond, Lee) – 39:08 | 4–4               |                                           |                         |                                                                                      |
| Eichel – 64:32 | 5–4               |                                           |                         |                                                                                      |

| 2015. május 12. 20:15 | Finnország | 3–2 (sz.) (0–1, 1–0, 1–1) (h.u.: 0–0) (sz.: 1–0) | Oroszország | ČEZ Aréna, Ostrava Nézőszám: 8812 |

| Jegyzőkönyv | Jegyzőkönyv | Jegyzőkönyv                                   | Jegyzőkönyv         | Jegyzőkönyv                                                                   |
| --- | ----------- | --------------------------------------------- | ------------------- | ----------------------------------------------------------------------------- |
| | Pekka Rinne | Kapusok                                       | Szergej Bobrovszkij | Játékvezetők: Mikael Nord Tobias Bjork Vonalbírók: Vit Lederer André Schrader |
| \| \| 0–1 \| 18:04 – Mozjakin (Malkin, Kuljomin) \| \| Barkov (Pesonen, Jokinen) (PP) – 24:54 \| 1–1 \| \| \| \| 1–2 \| 54:54 – Panarin (Dadonov, Csudinov) \| \| Donskoi (Barkov, Jokinen) (PP) – 57:41 \| 2–2 \| \| |             |                                               |                     | Játékvezetők: Mikael Nord Tobias Bjork Vonalbírók: Vit Lederer André Schrader |
| Immonen Donskoi Jokinen Barkov Donskoi | Szétlövés   | Panarin Mozjakin Taraszenko Kovalcsuk Panarin |                     | Játékvezetők: Mikael Nord Tobias Bjork Vonalbírók: Vit Lederer André Schrader |
| 25 perc | Büntetések  | 6 perc                                        |                     | Játékvezetők: Mikael Nord Tobias Bjork Vonalbírók: Vit Lederer André Schrader |
| 30 | Lövések     | 35                                            |                     | Játékvezetők: Mikael Nord Tobias Bjork Vonalbírók: Vit Lederer André Schrader |
| | 0–1         | 18:04 – Mozjakin (Malkin, Kuljomin)           |                     | Játékvezetők: Mikael Nord Tobias Bjork Vonalbírók: Vit Lederer André Schrader |
| Barkov (Pesonen, Jokinen) (PP) – 24:54 | 1–1         |                                               |                     | Játékvezetők: Mikael Nord Tobias Bjork Vonalbírók: Vit Lederer André Schrader |
| | 1–2         | 54:54 – Panarin (Dadonov, Csudinov)           |                     |                                                                               |
| Donskoi (Barkov, Jokinen) (PP) – 57:41 | 2–2         |                                               |                     |                                                                               |

## Egyenes kieséses szakasz
|  |              |                  |              |             |   |                  |                  |            |               |               |               |       |       |
|  | Negyeddöntők | Negyeddöntők     | Negyeddöntők |             |   | Elődöntők        | Elődöntők        | Elődöntők  |               |               | Döntő         | Döntő | Döntő |
|  | Negyeddöntők | Negyeddöntők     | Negyeddöntők |             |   | Elődöntők        | Elődöntők        | Elődöntők  |               |               | Döntő         | Döntő | Döntő |
|  | május 14.    |                  |              |             |   |                  |                  |            |               |               |               |       |       |
|  |              |                  |              |             |   |                  |                  |            |               |               |               |       |       |
|  | A1           | Kanada           | 9            |             |   |                  |                  |            |               |               |               |       |       |
|  | A1           | Kanada           | 9            | május 16.   |   |                  |                  |            |               |               |               |       |       |
|  | B4           | Fehéroroszország | 0            |             |   |                  |                  |            |               |               |               |       |       |
|  | B4           | Fehéroroszország | 0            |             |   | Kanada           | Kanada           | 2          |               |               |               |       |       |
|  | május 14.    |                  |              |             |   | Kanada           | Kanada           | 2          |               |               |               |       |       |
|  |              |                  | Csehország   | Csehország  | 0 |                  |                  |            |               |               |               |       |       |
|  | B2           | Finnország       | Csehország   | Csehország  | 0 | 3                |                  |            |               |               |               |       |       |
|  | B2           | Finnország       |              |             |   | 3                | május 17.        |            |               |               |               |       |       |
|  | A3           | Csehország       | 5            |             |   |                  |                  |            |               |               |               |       |       |
|  | A3           | Csehország       | 5            |             |   | Kanada           | Kanada           | 6          |               |               |               |       |       |
|  | május 14.    |                  |              |             |   | Kanada           | Kanada           | 6          |               |               |               |       |       |
|  |              |                  | Oroszország  | Oroszország | 1 |                  |                  |            |               |               |               |       |       |
|  | B1           | Egyesült Államok | Oroszország  | Oroszország | 1 | 3                |                  |            |               |               |               |       |       |
|  | B1           | Egyesült Államok | május 16.    |             |   | 3                |                  |            |               |               |               |       |       |
|  | A4           | Svájc            | 1            |             |   |                  |                  |            |               |               |               |       |       |
|  | A4           | Svájc            | 1            |             |   | Egyesült Államok | Egyesült Államok | 0          | Bronzmérkőzés | Bronzmérkőzés | Bronzmérkőzés |       |       |
|  | május 14.    |                  |              |             |   | Egyesült Államok | Egyesült Államok | 0          | Bronzmérkőzés | Bronzmérkőzés | Bronzmérkőzés |       |       |
|  |              |                  | Oroszország  | Oroszország | 4 |                  |                  | május 17.  | május 17.     | május 17.     |               |       |       |
|  | A2           | Svédország       | Oroszország  | Oroszország | 4 | 3                |                  | május 17.  | május 17.     | május 17.     |               |       |       |
|  | A2           | Svédország       |              |             |   |                  |                  | Csehország | Csehország    | 0             |               |       |       |
|  | B3           | Oroszország      | 5            |             |   |                  |                  | Csehország | Csehország    | 0             |               |       |       |
|  | B3           | Oroszország      | 5            |             |   | Egyesült Államok | Egyesült Államok | 3          |               |               |               |       |       |
|  |              |                  |              |             |   | Egyesült Államok | Egyesült Államok | 3          |               |               |               |       |       |

### Negyeddöntők
Az egyes mérkőzések kezdési idejét a csoportkör befejezése után határozzák meg.
| 2015. május 14. 15:15 | Egyesült Államok | 3–1 (0–1, 2–0, 1–0) | Svájc | ČEZ Aréna, Ostrava Nézőszám: 6495 |

| Jegyzőkönyv | Jegyzőkönyv       | Jegyzőkönyv  | Jegyzőkönyv | Jegyzőkönyv                                                                      |
| --- | ----------------- | ------------ | ----------- | -------------------------------------------------------------------------------- |
| | Connor Hellebuyck | Kapusok      | Reto Berra  | Játékvezetők: Vjacseszlav Bulanov Jyri Jönn Vonalbírók: Jimmy Dahmen Bevan Mills |
| \| \| 0–1 \| 13:04 – Josi \| \| Burns (Vesey, Arcobello) – 30:17 \| 1–1 \| \| \| Coyle (Jones, Lee) – 31:14 \| 2–1 \| \| \| Gardiner (Coyle, Lee) – 50:33 \| 3–1 \| \| |                   |              |             | Játékvezetők: Vjacseszlav Bulanov Jyri Jönn Vonalbírók: Jimmy Dahmen Bevan Mills |
| 6 perc | Büntetések        | 4 perc       |             | Játékvezetők: Vjacseszlav Bulanov Jyri Jönn Vonalbírók: Jimmy Dahmen Bevan Mills |
| 24 | Lövések           | 22           |             | Játékvezetők: Vjacseszlav Bulanov Jyri Jönn Vonalbírók: Jimmy Dahmen Bevan Mills |
| | 0–1               | 13:04 – Josi |             | Játékvezetők: Vjacseszlav Bulanov Jyri Jönn Vonalbírók: Jimmy Dahmen Bevan Mills |
| Burns (Vesey, Arcobello) – 30:17 | 1–1               |              |             | Játékvezetők: Vjacseszlav Bulanov Jyri Jönn Vonalbírók: Jimmy Dahmen Bevan Mills |
| Coyle (Jones, Lee) – 31:14 | 2–1               |              |             | Játékvezetők: Vjacseszlav Bulanov Jyri Jönn Vonalbírók: Jimmy Dahmen Bevan Mills |
| Gardiner (Coyle, Lee) – 50:33 | 3–1               |              |             |                                                                                  |

| 2015. május 14. 16:15 | Kanada | 9–0 (4–0, 2–0, 3–0) | Fehéroroszország | O2 Aréna, Prága Nézőszám: 15 126 |

| Jegyzőkönyv | Jegyzőkönyv | Jegyzőkönyv | Jegyzőkönyv   | Jegyzőkönyv                                                                            |
| --- | ----------- | ----------- | ------------- | -------------------------------------------------------------------------------------- |
| | Mike Smith  | Kapusok     | Kevin Lalande | Játékvezetők: Timothz Mayer Marcus Vinnerborg Vonalbírók: Miroslav Lhotský Jon Killian |
| \| Burns (Crosby, Hall) – 00:27 \| 1–0 \| \| \| Ennis (Barrie, Muzzin) – 07:36 \| 2–0 \| \| \| O'Reilly (Burns) – 10:15 \| 3–0 \| \| \| Seguin (Spezza) (PP) – 17:28 \| 4–0 \| \| \| Seguin (Couturier, Muzzin) – 23:23 \| 5–0 \| \| \| Burns (O'Reilly, Eberle) (PP) – 31:08 \| 6–0 \| \| \| Seguin (Hall) (PP) – 50:32 \| 7–0 \| \| \| O'Reilly (Giroux, Savard) – 53:02 \| 8–0 \| \| \| Spezza (Burns) – 55:19 \| 9–0 \| \| |             |             |               | Játékvezetők: Timothz Mayer Marcus Vinnerborg Vonalbírók: Miroslav Lhotský Jon Killian |
| 6 perc | Büntetések  | 10 perc     |               | Játékvezetők: Timothz Mayer Marcus Vinnerborg Vonalbírók: Miroslav Lhotský Jon Killian |
| 50 | Lövések     | 24          |               | Játékvezetők: Timothz Mayer Marcus Vinnerborg Vonalbírók: Miroslav Lhotský Jon Killian |
| Burns (Crosby, Hall) – 00:27 | 1–0         |             |               | Játékvezetők: Timothz Mayer Marcus Vinnerborg Vonalbírók: Miroslav Lhotský Jon Killian |
| Ennis (Barrie, Muzzin) – 07:36 | 2–0         |             |               | Játékvezetők: Timothz Mayer Marcus Vinnerborg Vonalbírók: Miroslav Lhotský Jon Killian |
| O'Reilly (Burns) – 10:15 | 3–0         |             |               | Játékvezetők: Timothz Mayer Marcus Vinnerborg Vonalbírók: Miroslav Lhotský Jon Killian |
| Seguin (Spezza) (PP) – 17:28 | 4–0         |             |               |                                                                                        |
| Seguin (Couturier, Muzzin) – 23:23 | 5–0         |             |               |                                                                                        |
| Burns (O'Reilly, Eberle) (PP) – 31:08 | 6–0         |             |               |                                                                                        |
| Seguin (Hall) (PP) – 50:32 | 7–0         |             |               |                                                                                        |
| O'Reilly (Giroux, Savard) – 53:02 | 8–0         |             |               |                                                                                        |
| Spezza (Burns) – 55:19 | 9–0         |             |               |                                                                                        |

| 2015. május 14. 19:15 | Svédország | 3–5 (0–2, 1–1, 2–2) | Oroszország | ČEZ Aréna, Ostrava Nézőszám: 7248 |

| Jegyzőkönyv | Jegyzőkönyv                  | Jegyzőkönyv                                 | Jegyzőkönyv         | Jegyzőkönyv                                                                         |
| --- | ---------------------------- | ------------------------------------------- | ------------------- | ----------------------------------------------------------------------------------- |
| | Jhonas Enroth Anders Nilsson | Kapusok                                     | Szergej Bobrovszkij | Játékvezetők: Tobias Wehrli Vladimír Šindler Vonalbírók: Vit Lederer Paul Carnathan |
| \| \| 0–1 \| 10:51 – Mozjakin (Malkin, Taraszenko) (PP2) \| \| \| 0–2 \| 16:01 – Sirokov (Tyihonov, Taraszenko) \| \| \| 0–3 \| 20:48 – Malkin (Kuljomin, Belov) \| \| Klingberg (Lander) (PP) – 31:01 \| 1–3 \| \| \| Lander (Ekman-Larsson, Klingberg) – 43:36 \| 2–3 \| \| \| Eriksson (Lander, Ekholm) – 54:45 \| 3–3 \| \| \| \| 3–4 \| 55:11 – Malkin (Mozjakin, Kuljomin) \| \| \| 3–5 \| 58:13 – Taraszenko (ENG) \| |                              |                                             |                     | Játékvezetők: Tobias Wehrli Vladimír Šindler Vonalbírók: Vit Lederer Paul Carnathan |
| 14 perc | Büntetések                   | 14 perc                                     |                     | Játékvezetők: Tobias Wehrli Vladimír Šindler Vonalbírók: Vit Lederer Paul Carnathan |
| 28 | Lövések                      | 28                                          |                     | Játékvezetők: Tobias Wehrli Vladimír Šindler Vonalbírók: Vit Lederer Paul Carnathan |
| | 0–1                          | 10:51 – Mozjakin (Malkin, Taraszenko) (PP2) |                     | Játékvezetők: Tobias Wehrli Vladimír Šindler Vonalbírók: Vit Lederer Paul Carnathan |
| | 0–2                          | 16:01 – Sirokov (Tyihonov, Taraszenko)      |                     | Játékvezetők: Tobias Wehrli Vladimír Šindler Vonalbírók: Vit Lederer Paul Carnathan |
| | 0–3                          | 20:48 – Malkin (Kuljomin, Belov)            |                     | Játékvezetők: Tobias Wehrli Vladimír Šindler Vonalbírók: Vit Lederer Paul Carnathan |
| Klingberg (Lander) (PP) – 31:01 | 1–3                          |                                             |                     |                                                                                     |
| Lander (Ekman-Larsson, Klingberg) – 43:36 | 2–3                          |                                             |                     |                                                                                     |
| Eriksson (Lander, Ekholm) – 54:45 | 3–3                          |                                             |                     |                                                                                     |
| | 3–4                          | 55:11 – Malkin (Mozjakin, Kuljomin)         |                     |                                                                                     |
| | 3–5                          | 58:13 – Taraszenko (ENG)                    |                     |                                                                                     |

| 2015. május 14. 20:15 | Finnország | 3–5 (1–1, 1–2, 1–2) | Csehország | O2 Aréna, Prága Nézőszám: 17 383 |

| Jegyzőkönyv | Jegyzőkönyv | Jegyzőkönyv                        | Jegyzőkönyv    | Jegyzőkönyv                                                                              |
| --- | ----------- | ---------------------------------- | -------------- | ---------------------------------------------------------------------------------------- |
| | Pekka Rinne | Kapusok                            | Ondřej Pavelec | Játékvezetők: Konsztantyin Olenyin Roman Gofman Vonalbírók: Gleb Lazarev Fraser McIntyre |
| \| \| 0–1 \| 08:56 – Kovář (Erat, Klepiš) \| \| Ruutu (Kontiola, Lepistö) – 17:19 \| 1–1 \| \| \| Jokinen (Lepistö, Donskoi) – 23:45 \| 2–1 \| \| \| \| 2–2 \| 33:51 – Jágr (Voráček, Kovář) (PP) \| \| \| 2–3 \| 35:28 – Kovář (Jágr, Voráček) (PP) \| \| Barkov (Jokinen) – 44:24 \| 3–3 \| \| \| \| 3–4 \| 55:30 – Jágr \| \| \| 3–5 \| 59:37 – Sobotka (ENG) \| |             |                                    |                | Játékvezetők: Konsztantyin Olenyin Roman Gofman Vonalbírók: Gleb Lazarev Fraser McIntyre |
| 10 perc | Büntetések  | 6 perc                             |                | Játékvezetők: Konsztantyin Olenyin Roman Gofman Vonalbírók: Gleb Lazarev Fraser McIntyre |
| 22 | Lövések     | 32                                 |                | Játékvezetők: Konsztantyin Olenyin Roman Gofman Vonalbírók: Gleb Lazarev Fraser McIntyre |
| | 0–1         | 08:56 – Kovář (Erat, Klepiš)       |                | Játékvezetők: Konsztantyin Olenyin Roman Gofman Vonalbírók: Gleb Lazarev Fraser McIntyre |
| Ruutu (Kontiola, Lepistö) – 17:19 | 1–1         |                                    |                | Játékvezetők: Konsztantyin Olenyin Roman Gofman Vonalbírók: Gleb Lazarev Fraser McIntyre |
| Jokinen (Lepistö, Donskoi) – 23:45 | 2–1         |                                    |                | Játékvezetők: Konsztantyin Olenyin Roman Gofman Vonalbírók: Gleb Lazarev Fraser McIntyre |
| | 2–2         | 33:51 – Jágr (Voráček, Kovář) (PP) |                |                                                                                          |
| | 2–3         | 35:28 – Kovář (Jágr, Voráček) (PP) |                |                                                                                          |
| Barkov (Jokinen) – 44:24 | 3–3         |                                    |                |                                                                                          |
| | 3–4         | 55:30 – Jágr                       |                |                                                                                          |
| | 3–5         | 59:37 – Sobotka (ENG)              |                |                                                                                          |

### Elődöntők
| 2015. május 16. 15:15 | Kanada | 2–0 (1–0, 1–0, 0–0) | Csehország | O2 Aréna, Prága Nézőszám: 17 383 |

| Jegyzőkönyv                                                                                     | Jegyzőkönyv | Jegyzőkönyv | Jegyzőkönyv    | Jegyzőkönyv                                                                                    |
| ----------------------------------------------------------------------------------------------- | ----------- | ----------- | -------------- | ---------------------------------------------------------------------------------------------- |
|                                                                                                 | Mike Smith  | Kapusok     | Ondřej Pavelec | Játékvezetők: Marcus Vinnerborg Vjacseszlav Bulanov Vonalbírók: Paul Carnathan Fraser McIntyre |
| \| Hall (Eberle, Crosby) – 08:40 \| 1–0 \| \| \| Spezza (Duchene, Hamhuis) – 29:02 \| 2–0 \| \| |             |             |                | Játékvezetők: Marcus Vinnerborg Vjacseszlav Bulanov Vonalbírók: Paul Carnathan Fraser McIntyre |
| 4 perc                                                                                          | Büntetések  | 4 perc      |                | Játékvezetők: Marcus Vinnerborg Vjacseszlav Bulanov Vonalbírók: Paul Carnathan Fraser McIntyre |
| 41                                                                                              | Lövések     | 23          |                | Játékvezetők: Marcus Vinnerborg Vjacseszlav Bulanov Vonalbírók: Paul Carnathan Fraser McIntyre |
| Hall (Eberle, Crosby) – 08:40                                                                   | 1–0         |             |                | Játékvezetők: Marcus Vinnerborg Vjacseszlav Bulanov Vonalbírók: Paul Carnathan Fraser McIntyre |
| Spezza (Duchene, Hamhuis) – 29:02                                                               | 2–0         |             |                | Játékvezetők: Marcus Vinnerborg Vjacseszlav Bulanov Vonalbírók: Paul Carnathan Fraser McIntyre |

| 2015. május 16. 19:15 | Egyesült Államok | 0–4 (0–0, 0–0, 0–4) | Oroszország | O2 Aréna, Prága Nézőszám: 14 938 |

| Jegyzőkönyv | Jegyzőkönyv       | Jegyzőkönyv                           | Jegyzőkönyv         | Jegyzőkönyv                                                                |
| --- | ----------------- | ------------------------------------- | ------------------- | -------------------------------------------------------------------------- |
| | Connor Hellebuyck | Kapusok                               | Szergej Bobrovszkij | Játékvezetők: Tobias Wehrli Jyri Rönn Vonalbírók: Jimmy Dahmen Bevan Mills |
| \| \| 0–1 \| 47:17 – Mozjakin (Bobrovszkij) \| \| \| 0–2 \| 50:19 – Ovecskin \| \| \| 0–3 \| 55:28 – Sipacsov (Kuljomin, Mozjakin) \| \| \| 0–4 \| 58:35 – Malkin (Ovecskin) (ENG) \| |                   |                                       |                     | Játékvezetők: Tobias Wehrli Jyri Rönn Vonalbírók: Jimmy Dahmen Bevan Mills |
| 6 perc | Büntetések        | 4 perc                                |                     | Játékvezetők: Tobias Wehrli Jyri Rönn Vonalbírók: Jimmy Dahmen Bevan Mills |
| 35 | Lövések           | 30                                    |                     | Játékvezetők: Tobias Wehrli Jyri Rönn Vonalbírók: Jimmy Dahmen Bevan Mills |
| | 0–1               | 47:17 – Mozjakin (Bobrovszkij)        |                     | Játékvezetők: Tobias Wehrli Jyri Rönn Vonalbírók: Jimmy Dahmen Bevan Mills |
| | 0–2               | 50:19 – Ovecskin                      |                     | Játékvezetők: Tobias Wehrli Jyri Rönn Vonalbírók: Jimmy Dahmen Bevan Mills |
| | 0–3               | 55:28 – Sipacsov (Kuljomin, Mozjakin) |                     | Játékvezetők: Tobias Wehrli Jyri Rönn Vonalbírók: Jimmy Dahmen Bevan Mills |
| | 0–4               | 58:35 – Malkin (Ovecskin) (ENG)       |                     |                                                                            |

### Bronzmérkőzés
| 2015. május 17. 16:15 | Egyesült Államok | 3–0 (2–0, 1–0, 0–0) | Csehország | O2 Aréna, Prága Nézőszám: 15 007 |

| Jegyzőkönyv | Jegyzőkönyv       | Jegyzőkönyv | Jegyzőkönyv    | Jegyzőkönyv                                                                     |
| --- | ----------------- | ----------- | -------------- | ------------------------------------------------------------------------------- |
| | Connor Hellebuyck | Kapusok     | Ondřej Pavelec | Játékvezetők: Marcus Vinnerborg Jyri Rönn Vonalbírók: Jimmy Dahmen Gleb Lazarev |
| \| Bonino (Nelson, Coyle) – 07:25 \| 1–0 \| \| \| Lewis (Eichel) – 18:13 \| 2–0 \| \| \| Coyle (Bonino) – 39:10 \| 3–0 \| \| |                   |             |                | Játékvezetők: Marcus Vinnerborg Jyri Rönn Vonalbírók: Jimmy Dahmen Gleb Lazarev |
| 12 perc | Büntetések        | 6 perc      |                | Játékvezetők: Marcus Vinnerborg Jyri Rönn Vonalbírók: Jimmy Dahmen Gleb Lazarev |
| 16 | Lövések           | 39          |                | Játékvezetők: Marcus Vinnerborg Jyri Rönn Vonalbírók: Jimmy Dahmen Gleb Lazarev |
| Bonino (Nelson, Coyle) – 07:25                                                                                               | 1–0               |             |                | Játékvezetők: Marcus Vinnerborg Jyri Rönn Vonalbírók: Jimmy Dahmen Gleb Lazarev |
| Lewis (Eichel) – 18:13 | 2–0               |             |                | Játékvezetők: Marcus Vinnerborg Jyri Rönn Vonalbírók: Jimmy Dahmen Gleb Lazarev |
| Coyle (Bonino) – 39:10 | 3–0               |             |                | Játékvezetők: Marcus Vinnerborg Jyri Rönn Vonalbírók: Jimmy Dahmen Gleb Lazarev |

### Döntő
| 2015. május 17. 20:45 | Kanada | 6–1 (1–0, 3–0, 2–1) | Oroszország | O2 Aréna, Prága Nézőszám: 17 383 |

| Jegyzőkönyv | Jegyzőkönyv | Jegyzőkönyv                        | Jegyzőkönyv         | Jegyzőkönyv                                                                              |
| --- | ----------- | ---------------------------------- | ------------------- | ---------------------------------------------------------------------------------------- |
| | Mike Smith  | Kapusok                            | Szergej Bobrovszkij | Játékvezetők: Tobias Wehrli Vladimír Šindler Vonalbírók: Paul Carnathan Miroslav Lhotský |
| \| Eakin (Ennis, Muzzin) – 18:10 \| 1–0 \| \| \| Ennis (Eakin, Couturier) – 21:56 \| 2–0 \| \| \| Crosby (Eberle, Hamhuis) – 27:22 \| 3–0 \| \| \| Seguin (Giroux, Barrie) – 28:06 \| 4–0 \| \| \| Giroux (Crosby, O'Reilly) (PP) – 48:58 \| 5–0 \| \| \| MacKinnon (Savard) – 49:50 \| 6–0 \| \| \| \| 6–1 \| 52:47 – Malkin (Mozjakin, Kulikov) \| |             |                                    |                     | Játékvezetők: Tobias Wehrli Vladimír Šindler Vonalbírók: Paul Carnathan Miroslav Lhotský |
| 4 perc | Büntetések  | 10 perc                            |                     | Játékvezetők: Tobias Wehrli Vladimír Šindler Vonalbírók: Paul Carnathan Miroslav Lhotský |
| 37 | Lövések     | 12                                 |                     | Játékvezetők: Tobias Wehrli Vladimír Šindler Vonalbírók: Paul Carnathan Miroslav Lhotský |
| Eakin (Ennis, Muzzin) – 18:10 | 1–0         |                                    |                     | Játékvezetők: Tobias Wehrli Vladimír Šindler Vonalbírók: Paul Carnathan Miroslav Lhotský |
| Ennis (Eakin, Couturier) – 21:56 | 2–0         |                                    |                     | Játékvezetők: Tobias Wehrli Vladimír Šindler Vonalbírók: Paul Carnathan Miroslav Lhotský |
| Crosby (Eberle, Hamhuis) – 27:22 | 3–0         |                                    |                     | Játékvezetők: Tobias Wehrli Vladimír Šindler Vonalbírók: Paul Carnathan Miroslav Lhotský |
| Seguin (Giroux, Barrie) – 28:06 | 4–0         |                                    |                     |                                                                                          |
| Giroux (Crosby, O'Reilly) (PP) – 48:58 | 5–0         |                                    |                     |                                                                                          |
| MacKinnon (Savard) – 49:50 | 6–0         |                                    |                     |                                                                                          |
| | 6–1         | 52:47 – Malkin (Mozjakin, Kulikov) |                     |                                                                                          |

| A 2015-ös IIHF jégkorong-világbajnokság győztese |
| ------------------------------------------------ |
| · Kanada · 25. cím                               |

## Végeredmény
| Helyezés  | Nemzet           | M  | Gy | HGy | HV | V | G+ | G- | Gk  | P  |
| --------- | ---------------- | -- | -- | --- | -- | - | -- | -- | --- | -- |
| Aranyérem | Kanada           | 10 | 10 | 0   | 0  | 0 | 66 | 15 | +51 | 30 |
| Ezüstérem | Oroszország      | 10 | 6  | 1   | 1  | 2 | 40 | 25 | +15 | 21 |
| Bronzérem | Egyesült Államok | 10 | 7  | 1   | 0  | 2 | 28 | 19 | +9  | 23 |
| 4.        | Csehország       | 10 | 5  | 1   | 1  | 3 | 32 | 26 | +6  | 18 |
| 5.        | Svédország       | 8  | 4  | 2   | 0  | 2 | 34 | 22 | +12 | 16 |
| 6.        | Finnország       | 8  | 4  | 2   | 0  | 2 | 25 | 14 | +11 | 16 |
| 7.        | Fehéroroszország | 8  | 4  | 0   | 2  | 2 | 20 | 28 | –8  | 14 |
| 8.        | Svájc            | 8  | 2  | 0   | 4  | 2 | 13 | 21 | –8  | 10 |
| 9.        | Szlovákia        | 7  | 1  | 2   | 2  | 2 | 17 | 19 | –2  | 9  |
| 10.       | Németország      | 7  | 2  | 0   | 1  | 4 | 11 | 24 | –13 | 7  |
| 11.       | Norvégia         | 7  | 2  | 0   | 0  | 5 | 12 | 23 | –11 | 6  |
| 12.       | Franciaország    | 7  | 1  | 1   | 0  | 5 | 13 | 20 | –7  | 5  |
| 13.       | Lettország       | 7  | 0  | 2   | 1  | 4 | 11 | 25 | –13 | 5  |
| 14.       | Dánia            | 7  | 1  | 0   | 1  | 5 | 10 | 20 | –10 | 4  |
| 15.       | Ausztria         | 7  | 0  | 2   | 1  | 4 | 10 | 29 | –19 | 5  |
| 16.       | Szlovénia        | 7  | 1  | 0   | 0  | 6 | 9  | 22 | –13 | 3  |

## Játékosok statisztikái

### Kanadai táblázat
| Játékos              | Nemzetiség  | Msz | G | A  | P  | +/− | B | Poszt |
| -------------------- | ----------- | --- | - | -- | -- | --- | - | ----- |
| Jason Spezza         | Kanada      | 10  | 6 | 8  | 14 | +7  | 2 | T     |
| Jordan Eberle        | Kanada      | 10  | 5 | 8  | 13 | +8  | 0 | T     |
| Taylor Hall          | Kanada      | 10  | 7 | 5  | 12 | +8  | 6 | T     |
| Szergej Mozjakin     | Oroszország | 10  | 6 | 6  | 12 | +8  | 0 | T     |
| Matt Duchene         | Kanada      | 10  | 4 | 8  | 12 | +10 | 2 | T     |
| Oliver Ekman-Larsson | Svédország  | 8   | 2 | 10 | 12 | +4  | 6 | V     |
| Sidney Crosby        | Kanada      | 9   | 4 | 7  | 11 | +1  | 2 | T     |
| Jevgenyij Dadonov    | Oroszország | 10  | 4 | 7  | 11 | +4  | 2 | T     |
| Jussi Jokinen        | Finnország  | 8   | 3 | 8  | 11 | +3  | 0 | T     |
| Brent Burns          | Kanada      | 10  | 2 | 9  | 11 | +12 | 4 | V     |
| Ryan O’Reilly        | Kanada      | 10  | 2 | 9  | 11 | +10 | 0 | T     |